# Schärfentiefe

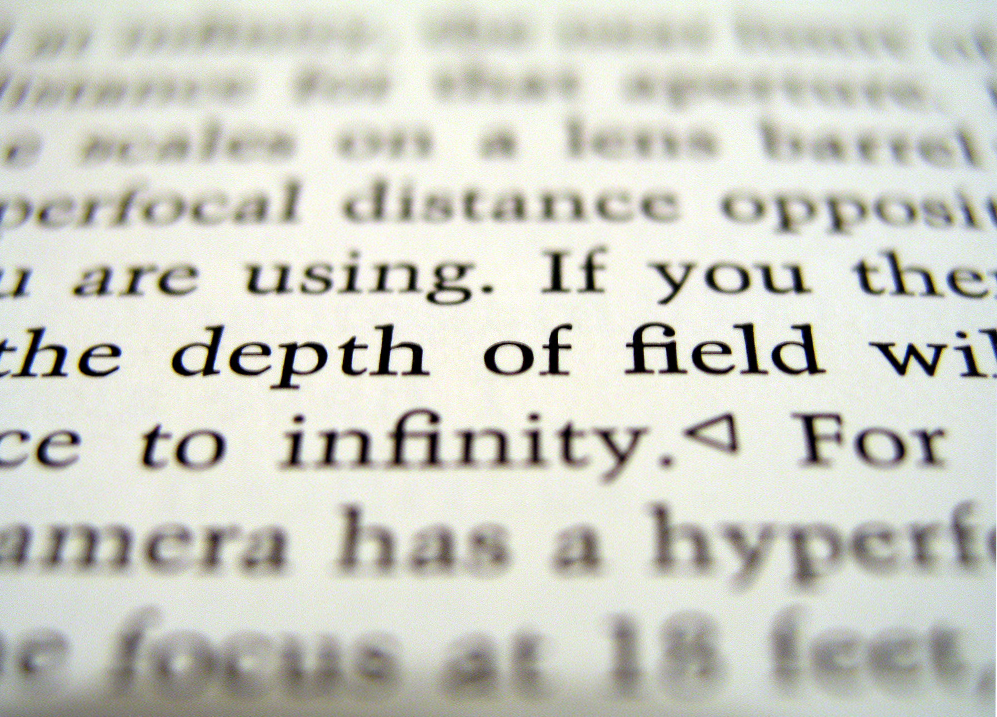
Nur ein schmaler Bereich des Bilds erscheint scharf – ein Beispiel für geringe Schärfentiefe.

Drei APS-Filmschachteln bei verschiedenen Blendenstufen (ƒ/2.8 – ƒ/4 – ƒ/5.6 – ƒ/8 – ƒ/11 – ƒ/16)

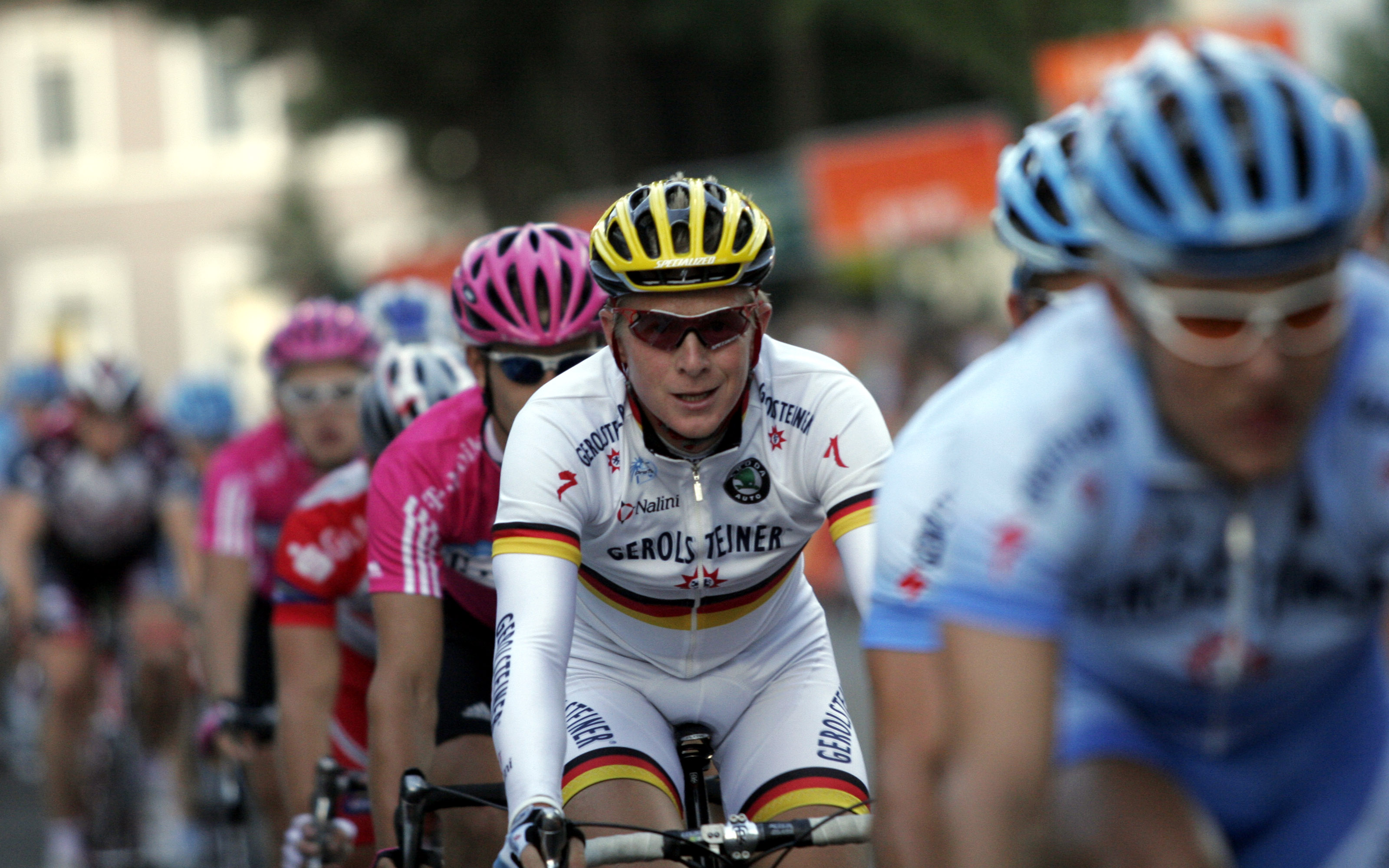
Das Freistellen eines Objektes durch geringe Schärfentiefe am Beispiel eines einzelnen Radfahrers, der aus der Gruppe herausgehoben wird

Mithilfe einer Blende lässt sich der scharf abgebildete Bereich vergrößern

Die Schärfentiefe ist ein Längenmaß für die Ausdehnung des scharfen Bereichs im Objektraum eines abbildenden optischen Systems (des Raums in der Lichtrichtung vor der Linse). Der ähnliche Begriff Tiefenschärfe beschreibt hingegen die fotografische Schärfe (und bei deren Fehlen indirekt die Unschärfe) der Objekte der räumlichen Tiefe. Diese nur sinnverwandten Begriffe werden irrtümlich oft synonym verwendet.
Die ästhetische Qualität von Unschärfe wird auch als Bokeh beschrieben, Unschärfe durch Weichzeichnen ist eine Veränderung der Bildaussage mit Hilfe technischer Mittel. Der Raum der Schärfentiefe auf der Bildseite (also in Lichtrichtung hinter der Linse) wird Abbildungstiefe genannt.
Der Begriff Schärfentiefe spielt in der Fotografie eine zentrale Rolle und beschreibt die Größe des Entfernungsbereichs, innerhalb dessen ein Objekt hinlänglich scharf abgebildet wird. In der Regel wird eine große Schärfentiefe durch kleine Blendenöffnungen oder Objektive mit kurzen Brennweiten erreicht: Von vorn bis hinten sieht dann alles mehr oder weniger scharf aus. Das Gegenteil der weitgehenden Schärfe, die weitgehende Unschärfe, ist eine Variante des sogenannten „Film-Look[s]“, wobei der Bereich der Schärfentiefe klein gehalten wurde (englisch: shallow): Die Kamera zeichnet die zentrale Figur scharf, eventuell nur das Auge einer Person, während alles vor und hinter ihr unscharf erscheint. Der Begriff „Schärfentiefe“ fand erstmals 1970 Eingang in die Norm DIN 19040-3.
Der Abbildungsfehler, dass Bildelemente nicht so durchgängig scharf gesehen werden wie mit einem nicht-fehlsichtigen Auge (erklärt bei Auflösungsvermögen#Auge) kann verschiedene Ursachen haben (siehe dazu Unschärfe#Fotografie). Die Schärfentiefe wird außer durch die Wahl der Brennweite und der Entfernungseinstellung auch durch die Blendenöffnung beeinflusst: je größer die Blendenöffnung (kleine Blendenzahl), umso geringer ist die Schärfentiefe. Bei einer Entfernungseinstellung (Fokussierung) auf ein nahes Objekt ist der optisch als scharf erfasste Objektraum von–bis kürzer als bei einer Fokussierung auf ein weiter entferntes Objekt. Die Wahl der Blendenöffnung ist Teil der Belichtungseinstellung und kann „manuell“ auch durch Variation der Verschlusszeit bei automatischen Kameras beeinflusst werden.
In der Computeranimation ist die Schärfentiefe ein optischer Effekt, der im Nachhinein in jedes einzelne Bild eingerechnet wird und deshalb erheblichen Rechenaufwand bedeutet. Meist wird hier der englische Begriff depth of field (DOF) benutzt.

## Geometrische Schärfentiefe
Es sind grundsätzlich zwei verschiedene Anordnungen zu unterscheiden: Die Camera obscura, die lediglich aus einer einzigen Lochblende besteht, und ein Linsensystem, das so eine Blende ebenfalls enthält, aber zusätzlich noch (mindestens) eine Linse (vor oder hinter der Blende), die eine reguläre optische Abbildung produziert.

### Camera obscura

Camera obscura

Von einem Objekt ausgehende Lichtstrahlen fallen durch die Lochblende auf die Bildebene (einen Schirm, einen Film oder einen Kamerabildsensor). Je nach Durchmesser der Blende werden aus diesen Lichtstrahlen mehr oder weniger dicke Lichtkegel. Durch Schnitt der Bildebene mit einem Kegel entsteht auf der Ebene ein Kreis, sogenannte Zerstreuungskreise oder Unschärfekreise (Z). Sie existieren bei jeder Dimensionierung der Abstände zwischen Objekt, Blende und Bild. Die Kreisgröße in der Bildebene berechnet sich nach dem Strahlensatz. Dabei ist der Einfluss des Lochblendendurchmessers einfach proportional: Je größer das Loch, desto größer der Unschärfekreis. Für eine schärfere Abbildung wird ein kleineres Loch benötigt. Wird jedoch das Loch zu stark verkleinert, so wird der Bereich der geometrischen Optik verlassen und es treten die Welleneigenschaften des Lichtes in den Vordergrund. Die dabei auftretenden Beugungseffekte werden umso stärker, je kleiner das Loch ist. Hierdurch kommt es zu einer Abnahme der Schärfe. Somit gibt es für eine Camera obscura einen optimalen Lochdurchmesser. Weiterhin muss bei dieser Optimierung neben den Abbildungseigenschaften auch berücksichtigt werden, dass mit einem kleineren Lochdurchmesser der Lichtstrom abnimmt und damit die Belichtungszeiten zunehmen.

### Linsensystem
Eine zusätzlich eingebaute Linse sorgt dafür, dass im idealen Fall bei einer bestimmten Entfernung der Bildebene von der Linse eine scharfe Abbildung auftritt. Bei dieser Position entfällt also die obige Ungenauigkeit und die Blendenöffnung kann im Interesse besserer Lichtausbeute wesentlich vergrößert werden. Erst wenn es um Objektpunkte geht, die vor oder hinter dieser scharf abgebildeten Position liegen, verringert sich diese Schärfe und sinkt mit wachsendem Abstand auf den Wert, den die Blende allein als Camera obscura bewirken würde. Genauer:
In der geometrischen Optik können nur diejenigen Punkte als scharfe Bildpunkte in der Bildebene (Film, Chip) wiedergegeben werden, die auf der Ebene liegen, die sich in der Gegenstandsweite zur Linse befindet. Alle anderen Punkte, die sich auf näher oder weiter entfernt liegenden Ebenen befinden, erscheinen in der Bildebene nicht mehr als Punkte, sondern als Scheibchen, sogenannte Zerstreuungs- oder Unschärfekreise (Z).
Zerstreuungskreise entstehen, weil die von der Linse (dem Objektiv) auf die Bildebene (den Film) fallenden Lichtkörper Kegel sind. Durch Schnitt der Bildebene mit einem Kegel entsteht auf der Ebene ein Kreis. Eng nebeneinander liegende Punkte, die nicht in der Gegenstandsebene liegen, werden durch eng nebeneinander liegende Zerstreuungskreise abgebildet, die sich überdecken und in den Randbereichen vermischen, wodurch ein unscharfes Bild entsteht.
Der für die Akzeptanz von Schärfe maximal tolerierbare Zerstreuungskreisdurchmesser für einen Fotoapparat wird mit {\displaystyle Z} bezeichnet. Die absolute Größe des maximalen Zerstreuungskreises {\displaystyle Z} ist abhängig vom Aufnahmeformat, da sie 1/1500 der Diagonalen beträgt. Solange die Unschärfekreise nicht größer als {\displaystyle Z} werden, liegen sie unterhalb der Auflösungsgrenze des Auges, und die Abbildung wird als scharf erachtet. Dabei entsteht der Eindruck, das Bild weise nicht nur eine Schärfenebene, sondern einen Schärfebereich auf. Problematisch wird ein eingeschränkter Schärfentiefebereich auch dann, wenn die Schärfemessung nicht direkt in der Bildebene, sondern mit gesonderten Einstellscheiben oder Schärfesensoren erfolgt, da es dann durch Toleranzen in der Bildweite leicht zu Fokussierungsfehlern kommen kann.
Die folgende Tabelle veranschaulicht die maximale Größe der Zerstreuungskreise je nach Aufnahmeformat des jeweiligen Fotoapparats:
| Aufnahmeformat              | Abbildungsgröße      | Seitenverhältnis | Bilddiagonale | Z         | Normalbrennweite |
| --------------------------- | -------------------- | ---------------- | ------------- | --------- | ---------------- |
| 1/3″-Digitalkamera-Sensor   | 4,4 mm × 3,3 mm      | 4:3              | 5,5 mm        | 3,7 µm    | 6,4 mm           |
| 1/2,5″-Digitalkamera-Sensor | 5,3 mm × 4,0 mm      | 4:3              | 6,6 mm        | 4,4 µm    | 7,6 mm           |
| 1/1,8″-Digitalkamera-Sensor | 7,3 mm × 5,5 mm      | 4:3              | 9,1 mm        | 6,1 µm    | 10,5 mm          |
| 2/3″-Digitalkamera-Sensor   | 8,8 mm × 6,6 mm      | 4:3              | 11,0 mm       | 7,3 µm    | 12,7 mm          |
| MFT-Sensor                  | 17,3 mm × 13,0 mm    | 4:3              | 21,6 mm       | 14,4 µm   | 24,9 mm          |
| APS-C-Sensor                | 22,2 mm × 14,8 mm    | 3:2              | 26,7 mm       | 17,8 µm   | 30,8 mm          |
| APS-C-Sensor                | 23,7 mm × 15,7 mm    | 3:2              | 28,4 mm       | 19,2 µm   | 32,8 mm          |
| APS-H-Sensor                | 27,9 mm × 18,6 mm    | 3:2              | 33,5 mm       | 22,4 µm   | 38,7 mm          |
| Kleinbildformat             | 36 mm × 24 mm        | 3:2              | 43,3 mm       | 28,8 µm   | 50,0 mm          |
| Digitales Mittelformat      | 48 mm × 36 mm        | 4:3              | 60,0 mm       | 40,0 µm   | 69,3 mm          |
| Mittelformat 4,5 × 6        | 56 mm × 42 mm        | 4:3              | 70,0 mm       | 46,7 µm   | 80,8 mm          |
| Mittelformat 6 × 6          | 56 mm × 56 mm        | 1:1              | 79,2 mm       | 52,8 µm   | 91,5 mm          |
| Großformate                 | z. B. 120 mm × 90 mm | z. B. 4:3        | z. B. 150 mm  | 90–100 µm | z. B. 150 mm     |
| Größere Formate             | bis 450 mm × 225 mm  | —                | —             | > 100 µm  | —                |

## Berechnung der Schärfentiefe

### Einfache Gleichung
Folgende Variablen werden benötigt:
- die Objektiv-Brennweite {\displaystyle f}, zum Beispiel 7,2 mm
- die Blendenzahl {\displaystyle k'=f/D_{\text{E}}} gibt das Verhältnis von Brennweite zum Durchmesser der Eingangspupille an, zum Beispiel 5,6. Die Eingangspupille ist das virtuelle Bild der physischen Blende durch das gegenstandseitig vorgelagerte Linsensystem. Liegt die Blende vor dem gesamten Linsensystem, ist sie auch zugleich Eingangspupille. Weiter unten wird in den Formeln {\displaystyle D_{\text{A}}} durch {\displaystyle f/k} ersetzt. Während {\displaystyle k'} direkt vom Blendenring der Kamera abgelesen werden kann, ist {\displaystyle k} ein um den Pupillenmaßstab {\displaystyle \beta =D_{\text{A}}/D_{\text{E}}} korrigierter Wert: {\displaystyle k=k'/\beta }
- die Gegenstandsweite {\displaystyle g} (Entfernung der fokussierten Gegenstandsebene von der vorderen Hauptebene), zum Beispiel 1000 mm
- der Durchmesser des Zerstreuungskreises {\displaystyle Z}, zum Beispiel 0,006 mm.
- der Abstand {\displaystyle db} des Bildpunktes des Gegenstandes im Nah- bzw. Fernpunkt zur Bildebene der Einstellweite

Für eine Annäherung an {\displaystyle Z} kann folgende Formel mit {\displaystyle d} als Formatdiagonale des Aufnahmeformates in mm und {\displaystyle N} als Anzahl der zu unterscheidenden Punkte entlang der Diagonalen verwendet werden:
{\displaystyle Z={\frac {d}{N}}\approx {\frac {d}{1500}}}
Dieser Näherung liegt die Annahme zugrunde, dass das menschliche Auge über die Bilddiagonale maximal 1500 Punkte auflösen kann, wenn der Sehabstand etwa gleich der Bilddiagonalen ist. Für technische Anwendungen mit höherer Bildauflösung muss {\displaystyle N} gegebenenfalls deutlich höher gewählt werden.
Die Linsengleichungen für die vordere (+) und hintere (-) Begrenzungsebene des Schärfebereiches lauten:
{\displaystyle {\frac {1}{b_{\pm }}}+{\frac {1}{g_{\pm }}}={\frac {1}{b\pm db_{\pm }}}+{\frac {1}{g_{\pm }}}={\frac {1}{f}}}
Insbesondere ergibt sich aus der Linsengleichung die allgemeine Beziehung von Bildweite zur Gegenstandsweite:
{\displaystyle b={\frac {f\cdot g}{g-f}}}.

Darstellung der grundlegenden geometrischen Überlegungen zur Herleitung der Schärfentiefe. Aus dem roten und grünen Dreieck lässt sich die Ausgangsbeziehung für den Nahpunkt ableiten, aus dem gelben und blauen Dreieck die für den Fernpunkt. Zu beachten ist, dass die Differenzen (db) für den Nah- und Fernpunkt nicht gleich sind.

Geometrische Überlegungen zum Zerstreuungskreis {\displaystyle Z}, dem Durchmesser der Austrittspupille {\displaystyle D_{\text{A}}} und den Bildweiten {\displaystyle b_{-}=b-db_{-}} und {\displaystyle b_{+}=b+db_{+}} mit der Einstellbildweite {\displaystyle b} und den Bildweiten der objektseitigen Fern- bzw. Nahpunkte {\displaystyle b_{-}} und {\displaystyle b_{+}} führen mithilfe des Strahlensatzes zu der Beziehung
{\displaystyle {\frac {b_{\pm }}{D_{\mathrm {A} }}}={\frac {b}{D_{\text{A}}\mp Z}}\quad \Leftrightarrow \quad b_{\pm }={\frac {fg}{g-f}}{\frac {D_{\mathrm {A} }}{D_{\mathrm {A} }\mp Z}}}
und man erhält:
{\displaystyle g_{\pm }={\frac {b_{\pm }f}{b_{\pm }-f}}={\frac {fgD_{\mathrm {A} }}{\pm gZ+f(D_{\mathrm {A} }\mp Z)}}={\frac {f^{2}\cdot g}{f^{2}\pm k\cdot Z\cdot (g-f)}}}
Damit kann bei gegebener Gegenstandsweite {\displaystyle g} der Nah- bzw. Fernpunkt {\displaystyle g_{\pm }} bei gegebener Blende {\displaystyle k} und Zerstreuungskreisrdurchmesser {\displaystyle Z} berechnet werden.
In die anfänglichen geometrischen Betrachtungen fließt implizit der Abbildungsmaßstab für die rectilineare bzw. gnomonische Projektion ein: {\displaystyle R=f\cdot \tan(\alpha )}, wobei {\displaystyle \alpha } der Einfallswinkel des Lichtstrahles und {\displaystyle R} der Abstand des Bildpunktes von der optischen Achse ist. Fisheyeobjektive arbeiten mit anderen Projektionen, um einen Öffnungswinkel von 180° zu erreichen, dies ist mit rectilinear abbildenden Objektiven nicht möglich. Prinzipiell gibt es mehrere Projektionen, die es erlauben einen Öffnungswinkel von 180° oder größer zu erreichen, eine Vielzahl der Fisheyeobjektive arbeiten mit der equisoliden Projektion: {\displaystyle R=2\cdot f\cdot \sin(\alpha /2)}. Es gibt jedoch auch Objektive mit äquidistanter ({\displaystyle R=f\cdot \alpha }) und stereografischer Projektion ({\displaystyle R=2\cdot f\cdot \tan(\alpha /2)}). Letzterer Typ ist sehr aufwendig und daher in der Regel auch verhältnismäßig teuer, hat aber den Vorteil, das die typischen Verzerrungen moderater ausfallen. Gemeinsam ist all diesen Objektiven jedoch, dass die Herleitung der Formel für die Schärfentiefe nicht oder nur eingeschränkt gültig ist. Eine notwendige Bedingung ist, dass die physische Blende sich entweder hinter dem Objektiv befindet (Blende ist gleich Austrittspupille), oder der bildseitige Teil des Objektivs die Blende gnomonisch abbildet. Zudem gilt die Grundannahme für die Linsengleichung
{\displaystyle {\frac {B}{G}}={\frac {b-f}{f}}}
aufgrund der andersartigen Projektionen nur näherungsweise in der Nähe der optischen Achse. Keinesfalls darf der Pupillenmaßstab vernachlässigt werden.
Aus dem Abbildungsmaßstab für die gnomonische Projektion ergibt sich, dass die Ableitung der Funktion {\displaystyle R=f\cdot \tan(\alpha )}, nämlich die Winkelauflösung
{\displaystyle {\frac {dR}{d\alpha }}={\frac {f}{\cos ^{2}(\alpha )}}},
eine Funktion des Einfallswinkels {\displaystyle \alpha } ist. Da die grundlegenden geometrischen Betrachtungen ganz offensichtlich (der Faktor 2 deutet auf Symmetriebedingungen hin) für Zerstreuungskreise in der optischen Achse formuliert wurden, muss der Frage nachgegangen werden, ob die Schärfentiefe eine Funktion des Einfallswinkels ist. Für beliebige Einfallswinkel gilt folgende Beziehung zwischen der Größe des Zerstreuungskreises und der der Austrittspupille:
{\displaystyle {\frac {Z}{db}}={\frac {{\frac {D_{\text{A}}}{2}}-B}{b-db}}+{\frac {{\frac {D_{\text{A}}}{2}}+B}{b-db}}={\frac {D_{\text{A}}}{b-db}}},
was im Ergebnis den anfänglichen Überlegungen entspricht. Somit ist die Schärfentiefe vom Einfallswinkel unabhängig.

Schärfentiefenkennlinien eines Objektives

### Hyperfokale Entfernung

Verschiedene Strahlengänge zum Bestimmen der Schärfentiefe. Es wird auf die hyperfokale Entfernung fokussiert. Der Fernpunkt liegt damit im Unendlichen.

Für die nun folgenden Betrachtungen müssen wir uns darüber im Klaren sein, dass die Gegenstandsweite {\displaystyle g} nicht die Entfernung eines realen Gegenstandes von der Hauptebene des Objektivs bezeichnet, sondern die Einstellweite am Objektiv für einen fiktiven Gegenstand. {\displaystyle g} ist jedoch immer die Entfernung, aus der sich nach der Linsenformel die Bildweite {\displaystyle b} ergibt.
Aus der Formel für den Fernpunkt des Schärfentiefenbereichs:
{\displaystyle d_{f}={\frac {f^{2}\cdot g}{f^{2}-k\cdot Z\cdot (g-f)}}}
erkennt man, dass, wenn die Bedingung {\displaystyle f^{2}=k\cdot Z\cdot (g-f)} erfüllt ist, sich eine Singularität ergibt. Die Einstellweite {\displaystyle g}, die diese Bedingung erfüllt nennt man Hyperfokaldistanz:
{\displaystyle g=d_{h}={\frac {f^{2}}{k\cdot Z}}+f}.
Für den Spezialfall {\displaystyle k\cdot Z\ll f} ergibt sich als Näherungsformeln:
{\displaystyle d_{h}\approx {\frac {f^{2}}{k\cdot Z}}}
Die Hyperfokaldistanz ist die Einstellweite, die den größten Schärfentiefebereich ergibt.

### Nahpunkt

Verschiedene Strahlengänge zur Bestimmung der Schärfentiefe. Fokussierung vor der hyperfokalen Entfernung. Der Fernpunkt liegt nicht im Unendlichen.

Für eine gegebene Einstellweite {\displaystyle g} kann die Entfernung von der Hauptebene der Linse zum Nahpunkt {\displaystyle d_{n}} berechnet werden zu:
{\displaystyle d_{n}={\frac {f^{2}\cdot g}{f^{2}+k\cdot Z\cdot (g-f)}}}
Aus der Bedingung für die Singularität in der Formel für den Fernpunkt {\displaystyle d_{f}} wissen wir:
{\displaystyle f^{2}=k\cdot Z\cdot (d_{h}-f)},
sodass sich für {\displaystyle g=d_{h}} eine Nahpunktdistanz von:
{\displaystyle d_{n}={\frac {f^{2}\cdot d_{h}}{2\cdot f^{2}}}={\frac {d_{h}}{2}}}
ergibt.
Der Nahpunkt liegt also bei der halben hyperfokalen Entfernung, und in diesem Fall werden Gegenstände von unendlich bis zur halben hyperfokalen Entfernung hinreichend scharf abgebildet. Die allgemeine Beziehung zwischen Nahpunkt und Einstellweite erhält man, wenn man die Kehrwerte von Nah- und Fernpunkt addiert:
{\displaystyle {\frac {1}{d_{n}}}+{\frac {1}{d_{f}}}={\frac {f^{2}+f^{2}}{f^{2}\cdot g}}={\frac {2}{g}}} .
Für {\displaystyle 1/d_{f}=0}, was bedeutet, dass die Einstellweite der Hyperfokaldistanz entspricht ({\displaystyle g=d_{h}}), erhalten wir für den Nahpunkt wieder die halbe Einstellweite.
Eine weitere konkrete und praktisch relevante Frage ist die nach dem Gewinn an Schärfentiefe, wenn auf die hyperfokale Distanz fokussiert wird, anstatt auf eine unendliche Gegenstandsweite. Um diese Frage beantworten zu können, muss {\displaystyle \lim _{g\to \infty }d_{n}(g)} berechnet werden. Es ergibt sich für den Nahpunkt:
{\displaystyle \lim _{g\to \infty }d_{n}(g)={\frac {f^{2}}{k\cdot Z}}=d_{h}-f}.
Durch Fokussieren auf die Hyperfokaldistanz wird somit der Unschärfebereich nahezu halbiert.

### Fernpunkt
In der Praxis wird sich recht häufig die Situation ergeben, dass eine Szene fotografiert werden soll, die sich über eine endliche Tiefe des Raumes erstreckt. Sodann stellt sich die Frage nach der optimalen Einstellweite {\displaystyle g_{E}}, welche die größtmögliche Schärfentiefe für die gegebene Szene erzeugt. Für eine endliche Fernpunktdistanz
{\displaystyle d_{f}={\frac {f^{2}\cdot g_{E}}{f^{2}-k\cdot Z\cdot (g_{E}-f)}}}
lässt sich durch Umformung und Auflösung der Gleichung nach {\displaystyle g_{E}} die Einstellweite bestimmen. Es ergibt sich für die Einstellweite:
{\displaystyle g_{E}={\frac {f+k\cdot z}{{\frac {k\cdot Z}{f}}+{\frac {f}{d_{f}}}}}}
Durch Substitution von {\displaystyle {\frac {f^{2}}{k\cdot Z}}+f} durch die Hyperfokaldistanz {\displaystyle d_{h}} ergibt sich dann die Beziehung:
{\displaystyle g_{E}={\frac {d_{h}\cdot d_{f}}{d_{f}+d_{h}-f}}},
bzw. bei Gültigkeit der Aussage {\displaystyle f\ll d_{h}+d_{f}} die Näherung:
{\displaystyle g_{E}\approx {\frac {d_{f}\cdot d_{h}}{d_{f}+d_{h}}}}.
Eine besonders einfache Beziehung ergibt sich, wenn {\displaystyle d_{f}} und {\displaystyle g_{E}} in Einheiten von {\displaystyle d_{h}} ausgedrückt werden ({\displaystyle d_{f}={\mathfrak {d_{f}}}\cdot d_{h}} und {\textstyle g_{E}={\mathfrak {g_{e}}}\cdot d_{h}}):
{\displaystyle {\mathfrak {g_{e}}}\approx {\frac {\mathfrak {d_{f}}}{1+{\mathfrak {d_{f}}}}}}.
Dieser Wert wird nie größer als eins, somit liegt die Einstellweite immer innerhalb der Hyperfokaldistanz.

### Schärfentiefebereich

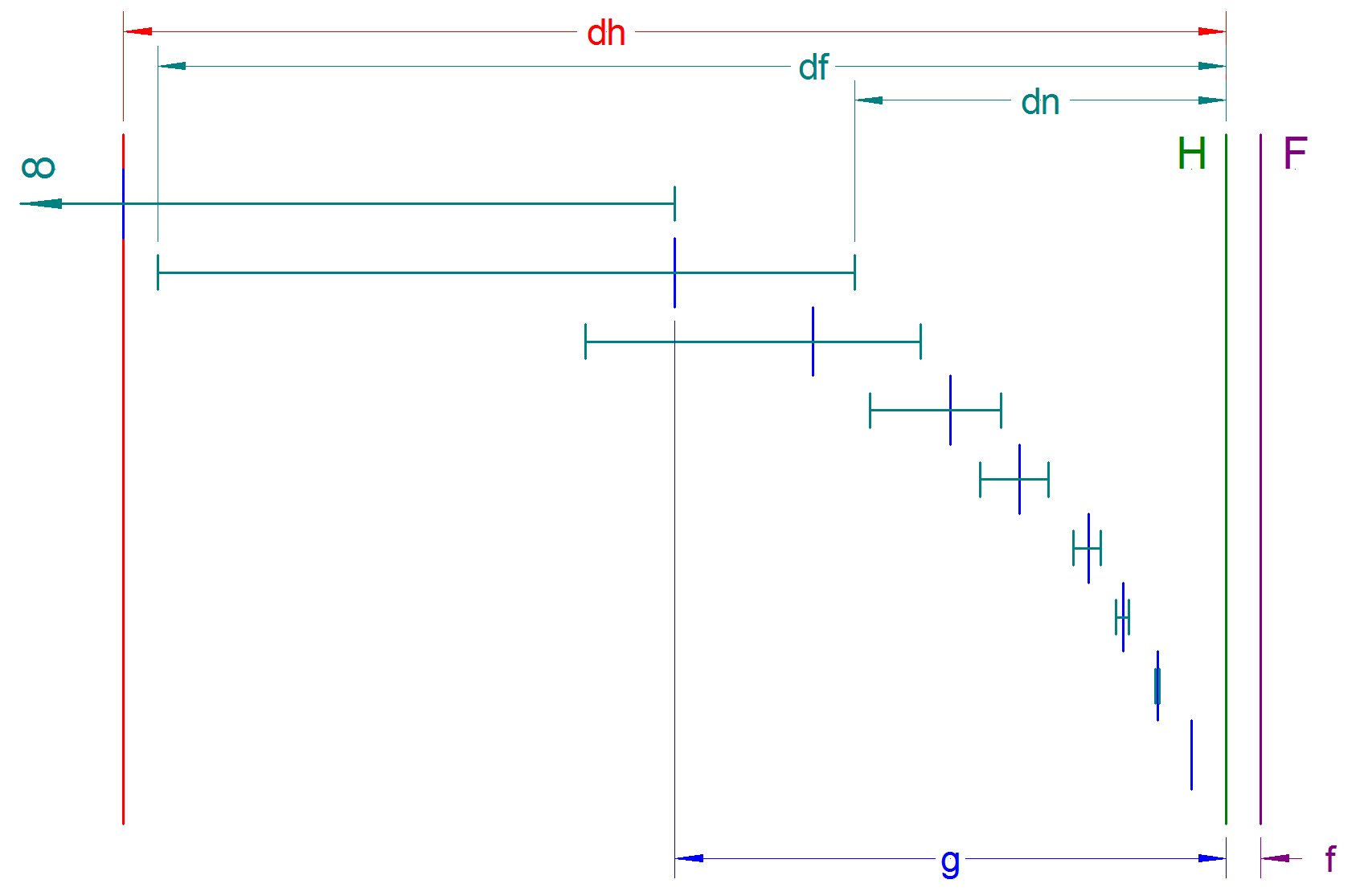
Die Abstände der Nahpunkte und die Abstände der Fernpunkte mit den dazugehörigen Schärfentiefebereichen (dunkelcyan) für verschiedene Gegenstandsweiten (blau) bei vorgegebener hyperfokaler Entfernung (rot) und vorgegebener Brennweite (violett). Ganz rechts die Brennebene F (violett) und davor die Hauptebene der optischen Abbildung H (grün). Die Bildebene liegt rechts von der Brennebene und ist in der Graphik nicht dargestellt.

Der Schärfentiefebereich {\displaystyle \Delta _{d}} erstreckt sich vom Nahpunkt {\displaystyle d_{n}} bis zum Fernpunkt {\displaystyle d_{f}} mit
{\displaystyle \Delta _{d}=d_{f}-d_{n}={\frac {2\cdot f^{2}\cdot g\cdot k\cdot Z\cdot (g-f)}{f^{4}-k^{2}\cdot Z^{2}\cdot (g-f)^{2}}}},
solange der Nenner positive Werte annimmt, was gleichbedeutend mit {\displaystyle g<d_{h}} ist.
Wenn die eingestellte Gegenstandsweite größer oder gleich der hyperfokalen Entfernung ist ({\displaystyle g\geq d_{h}}), dann ist der Schärfentiefebereich unendlich, da der Fernpunkt dann im Unendlichen liegt.
Wenn die eingestellte Gegenstandsweite gleich der Brennweite ist ({\displaystyle g=f}), dann ist der Schärfentiefebereich null, da der Fernpunkt und der Nahpunkt identisch sind. Die Abbildung liegt dann im Unendlichen. Bei Makroaufnahmen mit entsprechend großen Abbildungsmaßstäben ergeben sich demzufolge meist recht kleine Schärfentiefebereiche.
Will man nun den Term {\displaystyle k\cdot Z} durch {\displaystyle d_{h}} ausdrücken, so ergibt sich:
{\displaystyle \Delta _{d}={\frac {2\cdot g\cdot {\frac {g-f}{d_{h}-f}}}{1-{\frac {(g-f)^{2}}{(d_{h}-f)^{2}}}}}}.
Solange die Brennweite {\displaystyle f} gegenüber der Einstellweite {\displaystyle g} und der hyperfokalen Distanz {\displaystyle d_{h}} vernachlässigt werden kann ({\displaystyle d_{h}>g\gg f}), vereinfacht sich die Formel zu folgender Näherungsgleichung:
{\displaystyle \Delta _{d}\approx {\frac {2\cdot g^{2}\cdot d_{h}}{d_{h}^{2}-g^{2}}}={\frac {2}{{\frac {d_{h}}{g^{2}}}-{\frac {1}{d_{h}}}}}}.
Alternativ kann statt des Terms {\displaystyle k\cdot Z} auch {\displaystyle f^{2}} schon in der Formeln für den Fern- und Nahpunkt durch {\displaystyle d_{h}} ausgedrückt werden. Über den Zwischenschritt
{\displaystyle {\frac {d_{f}-d_{n}}{d_{h}-f}}={\frac {g}{d_{h}-g}}-{\frac {g}{d_{h}+g-2\cdot f}}}
ergibt sich dann grundsätzlich in etwas schlankerer Herleitung das gleiche Ergebnis. Jedoch legt diese Herleitung nahe, für die Näherung von {\displaystyle \Delta d} nur die Forderung {\displaystyle d_{h}\gg f} zu stellen und auf eine Einschränkung der Einstellweite zu verzichten, so dass die Näherung für Einstellweiten {\displaystyle d_{h}\gtrapprox g\gtrapprox f} gültig ist. Die Näherung ergibt sich dann zu:
{\displaystyle \Delta _{d}\approx {\frac {2\cdot g\cdot d_{h}\cdot (g-f)}{d_{h}^{2}-g^{2}}}}.
Zur Bestimmung der Güte der Näherung wird zunächst der relative Fehler {\displaystyle \Delta _{r}(g)} aus dem Verhältnis des exakten Wertes zur Näherung gebildet:
{\displaystyle \Delta _{r}(g)={\frac {\frac {d_{h}-f}{d_{h}}}{\frac {d_{h}+g-2\cdot f}{d_{h}+g}}}},
und anschließend das Ergebnis für die Grenzfälle {\displaystyle g=d_{h}} und {\displaystyle g=f} betrachtet:
{\displaystyle \Delta _{r}(d_{h})={\frac {\frac {d_{h}-f}{d_{h}}}{\frac {2\cdot (d_{h}-f)}{2\cdot d_{h}}}}=1} und {\displaystyle \Delta _{r}(f)={\frac {\frac {d_{h}-f}{d_{h}}}{\frac {d_{h}-f}{d_{h}+f}}}={\frac {d_{h}+f}{d_{h}}}=1+{\frac {f}{d_{h}}}}.
Das heißt, dass zum einen im Grenzfall {\displaystyle g\approxeq d_{h}} die Näherung gegen den exakten Wert konvergiert und ihn für {\displaystyle g=d_{h}} auch einnimmt. Zum anderen ergeben sich für den anderen Grenzfall {\displaystyle g\approxeq f} Werte, die nach oben durch den relativen Fehler für die Näherungsformel der Hyperfokaldistanz beschränkt sind. Für ein Objektiv mit einer Brennweite von 50 mm ergibt sich unter der Annahme
{\displaystyle {\frac {1}{k\cdot Z}}=10}
ein maximaler relativer Fehler von 0,2 %.

### Generalisierter Formalismus
Das Ziel dieser generalisierten Betrachtung ist, durch geeignete Normierung eine verallgemeinerte Formulierung des Sachverhaltes zu finden. Als Ausgangspunkt dienen wieder die Gleichungen für den Nah- und Fernpunkt des Schärfentiefebereichs. Indem die rechte Seite der Gleichung um den Faktor {\displaystyle k\cdot Z} gekürzt wird ergibt sich:
{\displaystyle g'={\frac {{\frac {f^{2}}{k\cdot Z}}\cdot g}{{\frac {f^{2}}{k\cdot Z}}\pm (g-f)}}={\frac {(d_{h}-f)\cdot g}{d_{h}-f\pm (g-f)}}}.
Eine Normierung auf die Hyperfokaldistanz {\displaystyle d_{h}} erscheint nicht zielführend, da es nicht gelingt, die Brennweite aus dem Nenner der Formel für den Nahpunkt zu eliminieren. Zudem legt die Form der Gleichung nahe, stattdessen auf deren Näherung {\textstyle d_{h}-f={\frac {f^{2}}{k\cdot Z}}=d_{h}^{*}} zu normieren, was zulässig ist, da die Normierung frei gewählt werden kann. Der Zusammenhang zwischen einer physikalischen Größe {\textstyle x}, deren Zahlenwert {\textstyle {\mathfrak {x}}} und deren willkürlich gewählter Einheit {\textstyle [x]} kann wie folgt beschrieben werden: {\textstyle x={\mathfrak {x}}\cdot [x]}. Die generalisierten Größen ergeben sich dann aus den physikalischen Größen zu: {\textstyle {\mathfrak {x}}={\frac {k\cdot Z}{f^{2}}}\cdot x}, ({\displaystyle x=d,f,g...}) als reine, dimensionslose Zahlen. Insbesondere ergibt sich hiermit für {\textstyle {\mathfrak {x}}={\mathfrak {f}}} die Relation: {\displaystyle {\mathfrak {f}}\cdot f=k\cdot Z}.
Die obige Formel vereinfacht sich dann zu:
{\displaystyle {\mathfrak {g}}'={\frac {\mathfrak {g}}{1\pm ({\mathfrak {g}}-{\mathfrak {f}})}}}.
Die Einschränkung {\displaystyle d_{h}\gg f} entfällt, da die Differenz {\displaystyle d_{h}-f} durch die Normierung auf eins gesetzt wurde. Für die Differenz {\displaystyle {\mathfrak {g}}-{\mathfrak {f}}} wird die Hilfsvariable {\displaystyle {\mathfrak {g}}^{*}} eingeführt, die für den Fall großer Gegenstandsweiten ({\displaystyle g\gg f} bzw. {\displaystyle {\mathfrak {g}}\gg {\mathfrak {f}}}) näherungsweise durch {\displaystyle {\mathfrak {g}}} ersetzt werden darf. Für den Nah- und Fernpunkt ergibt sich dann:
{\displaystyle {\mathfrak {d}}_{n}={\frac {\mathfrak {g}}{1+{\mathfrak {g}}^{*}}}\approx {\frac {\mathfrak {g}}{1+{\mathfrak {g}}}}} und {\displaystyle {\mathfrak {d}}_{f}={\frac {\mathfrak {g}}{1-{\mathfrak {g}}^{*}}}\approx {\frac {\mathfrak {g}}{1-{\mathfrak {g}}}}}.
Für {\displaystyle {\mathfrak {g}}={\mathfrak {d}}_{h}=1+{\mathfrak {f}}} ergeben sich die bekannten Beziehungen:
{\displaystyle {\mathfrak {d}}_{n}={\frac {1+{\mathfrak {f}}}{1+{\mathfrak {g}}^{*}}}={\frac {1+{\mathfrak {f}}}{1+(1+{\mathfrak {f}}-{\mathfrak {f}})}}={\frac {1+{\mathfrak {f}}}{2}}={\frac {{\mathfrak {d}}_{h}}{2}}} und
{\displaystyle {\mathfrak {d}}_{f}={\frac {1+{\mathfrak {f}}}{1-{\mathfrak {g^{*}}}}}={\frac {1+{\mathfrak {f}}}{1-(1+{\mathfrak {f}}-{\mathfrak {f}})}}=\infty }.
Dieser generalisierte Formalismus kann in einfacher Weise und unabhängig von Gerätekonstanten oder -einstellungen genutzt werden. Für den Schärfentiefenbereich ergibt sich nun:
{\displaystyle \Delta {\mathfrak {d}}={\mathfrak {d}}_{f}-{\mathfrak {d}}_{n}={\frac {\mathfrak {g}}{1-{\mathfrak {g}}^{*}}}-{\frac {\mathfrak {g}}{1+{\mathfrak {g}}^{*}}}={\frac {{\mathfrak {g}}+{\mathfrak {g}}\cdot {\mathfrak {g}}^{*}-({\mathfrak {g}}-{\mathfrak {g}}\cdot {\mathfrak {g}}^{*})}{1-{{\mathfrak {g}}^{*}}^{2}}}={\frac {2\cdot {\mathfrak {g}}\cdot {{\mathfrak {g}}^{*}}}{1-{{\mathfrak {g}}^{*}}^{2}}}\approx {\frac {2\cdot {{\mathfrak {g}}^{2}}}{1-{{\mathfrak {g}}^{2}}}}}.
Ebenso einfach lassen sich nun die Bereiche der Schärfentiefe vor und hinter der Gegenstandsweite berechnen:
{\displaystyle \Delta {\mathfrak {d}}_{f}={\mathfrak {d}}_{f}-{\mathfrak {g}}={\frac {\mathfrak {g}}{1-{\mathfrak {g}}^{*}}}-{\mathfrak {g}}={\frac {{\mathfrak {g}}\cdot {\mathfrak {g}}^{*}}{1-{\mathfrak {g}}^{*}}}\approx {\frac {{\mathfrak {g}}^{2}}{1-{\mathfrak {g}}}}} und
{\displaystyle \Delta {\mathfrak {d}}_{n}={\mathfrak {g}}-{\mathfrak {d}}_{n}={\mathfrak {g}}-{\frac {\mathfrak {g}}{1+{\mathfrak {g}}^{*}}}={\frac {{\mathfrak {g}}\cdot {\mathfrak {g}}^{*}}{1+{\mathfrak {g}}^{*}}}\approx {\frac {{\mathfrak {g}}^{2}}{1+{\mathfrak {g}}}}}.
Wie bereits erwähnt, wurden durch die Normierung alle Größen dimensionslos. Die jeweils physikalischen Größen ergeben sich durch Multiplikation mit dem Normfaktor {\displaystyle d_{h}^{*}} zu: {\displaystyle d_{n}={\mathfrak {d}}_{n}\cdot d_{h}^{*}} und {\displaystyle d_{f}={\mathfrak {d}}_{f}\cdot d_{h}^{*}}.
Für die Schärfentiefe {\displaystyle \Delta {\mathfrak {d}}} ergibt sich eine weitere Näherung unter der Bedingung {\displaystyle {\mathfrak {g^{*}}}\ll 1}, also für Einstellweiten, die viel kleiner als die Hyperfokaldistanz sind. In dem Fall reduziert sich die Gleichung zu:
{\displaystyle \Delta {\mathfrak {d}}\approx 2\cdot {\mathfrak {g}}\cdot {\mathfrak {g}}^{*}\approx 2\cdot {\mathfrak {g}}^{2}}.
Während die linke Näherung für kleine Einstellweiten allgemeine Gültigkeit besitzt, kommen im rechten Teil dieser Gleichung zwei Näherungen zum Tragen, deren Bedingungen ({\displaystyle g\gg f} und {\displaystyle g\ll d_{h}}) gegenläufig sind und es stellt sich die Frage, ob ein Bereich existiert, in dem eine Anwendung sinnvoll ist. Für kleine {\displaystyle g} führt die Ersetzung von {\displaystyle g-f} durch g zu einer Vergrößerung des Zählers, während der Nenner nahe eins bleibt. Dies führt zu einem positiven Fehler. Für große {\displaystyle g} führt deren Vernachlässigung im Zähler zu einem negativen Fehler. Es muss also einen Bereich geben, in dem sich die Fehler durch die beiden Näherungen nahezu ausgleichen. Mit einer Vollformatkamera mit Z = 0,03 mm, f = 50 mm, g = 3 m und Blende 4 ergibt bei exakter Rechnung eine Schärfentiefe von 86,69 cm. Die Näherung {\displaystyle \Delta d=2\cdot g^{2}} ergibt 86,4 mm. Die Näherung ist also durchaus für Porträt- oder Studiofotografie brauchbar.
Das Verhältnis der Schärfenbereiche vor und hinter der Gegenstandsweite ergibt sich dann zu:
{\displaystyle {\frac {\Delta d_{f}}{\Delta d_{n}}}={\frac {\Delta {\mathfrak {d}}_{f}}{\Delta {\mathfrak {d}}_{n}}}={\frac {1+{\mathfrak {g}}^{*}}{1-{\mathfrak {g}}^{*}}}\approx {\frac {1+{\mathfrak {g}}}{1-{\mathfrak {g}}}}}.
Für kleine Gegenstandsweiten ({\displaystyle {\mathfrak {g}}\ll 1}, d. h. die Gegenstandsweite ist klein im Verhältnis zur Hyperfokaldistanz) erstreckt sich der Schärfebereich etwa zu gleichen Teilen vor und hinter der Gegenstandsweite. Mit zunehmender Gegenstandsweite divergiert das Verhältnis sehr schnell und für {\displaystyle {\mathfrak {g}}\geq 1+{\mathfrak {f}}} (Gegenstandsweite größer der Hyperfokaldistanz) gibt es keine sinnvollen Lösungen mehr, da der Fernpunkt des Schärfebereiches dann im Unendlichen liegt. Da sich für die Fern- und Nahpunktdistanz das gleiche Verhältnis ergibt gilt:
{\displaystyle {\frac {\Delta d_{f}}{\Delta d_{n}}}={\frac {d_{f}}{d_{n}}}={\frac {d_{f}-g}{g-d_{n}}}.}
Wird diese Gleichung nach {\displaystyle g} aufgelöst, erhält man die Einstellweite, die bei gegebener Nah- und Fernpunktdistanz den kleinsten Blendenwert bzw. die größte Blendenöffnung ermöglicht, mit dem der Bereich zwischen dem Nah- und Fernpunkt hinreichend scharf abgebildet werden kann:
{\displaystyle g={\frac {2\cdot d_{n}\cdot d_{f}}{d_{n}+d_{f}}}={\overline {x}}_{\text{harmon}}(d_{f},d_{n})}.
Die optimale Einstellweite ergibt sich also aus dem harmonischen Mittel aus Nah- und Fernpunktdistanz. Da sich durch die Quotientenbildung die Normierungsfaktoren wegkürzen, gelten die letzten Betrachtungen unabhängig von der gewählten Normierung, {\displaystyle g={\overline {x}}_{\text{harmon}}(d_{f},d_{n})} ist also äquivalent zu {\displaystyle {\mathfrak {g}}={\overline {x}}_{\text{harmon}}({\mathfrak {d}}_{f},{\mathfrak {d}}_{n})}. Für jedes Triplet {\displaystyle {\mathfrak {g}},{\mathfrak {d}}_{f},{\mathfrak {d}}_{n}}, für das gilt: {\textstyle {\frac {2}{\mathfrak {g}}}={\frac {1}{{\mathfrak {d}}_{f}}}+{\frac {1}{{\mathfrak {d}}_{n}}}} (siehe Definition des harmonischen Mittels), gelten in der Näherung auch die Beziehungen: {\textstyle {\mathfrak {g}}\approx {\frac {{\mathfrak {\mathfrak {d}}}_{f}}{1+{\mathfrak {d}}_{f}}}} und {\textstyle {\mathfrak {g}}\approx {\frac {{\mathfrak {\mathfrak {d}}}_{n}}{1-{\mathfrak {d}}_{n}}}}. (Obwohl zunächst einfachheitshalber mit der Näherung gerechnet wird, wird am Schluss eine exakte Beziehung stehen.) Durch Verknüpfung dieser Beziehungen: {\textstyle {\frac {{\mathfrak {\mathfrak {d}}}_{f}}{1+{\mathfrak {d}}_{f}}}\approx {\frac {{\mathfrak {\mathfrak {d}}}_{n}}{1-{\mathfrak {d}}_{n}}}} und auflösen nach 1 ergibt sich: {\textstyle 1\approx {\frac {2\cdot {\mathfrak {d}}_{f}\cdot {\mathfrak {d}}_{n}}{\Delta {\mathfrak {d}}}}}. Durch einsetzen obiger Beziehungen für {\displaystyle {\mathfrak {d}}_{f},{\mathfrak {d}}_{n}} und {\displaystyle \Delta {\mathfrak {d}}} ergibt sich das genaue Ergebnis zu: {\textstyle {\frac {2\cdot {\mathfrak {d}}_{f}\cdot {\mathfrak {d}}_{n}}{\Delta {\mathfrak {d}}}}={\frac {\mathfrak {g}}{{\mathfrak {g}}^{*}}}}. Zum gleichen Resultat hätte auch die exakte Rechnung geführt, nur mit größerem Aufwand bei Herleitung und Darstellung. Auf der anderen Seite zeigt sich aber auch, dass bei ausreichend großer Gegenstandsweite ({\displaystyle g\gg f} bzw. {\displaystyle {\mathfrak {g}}\gg {\mathfrak {f}}}) die Näherung angewandt werden darf.
Durch Renormierung ergibt sich: {\textstyle {\frac {2\cdot d_{f}\cdot d_{n}}{\Delta d}}={\frac {f^{2}}{k\cdot Z}}\cdot {\frac {g}{g^{*}}}\approx {\frac {f^{2}}{k\cdot \mathbb {Z} }}}. Diese Gleichung kann wahlweise nach {\displaystyle k,f} oder {\displaystyle Z} aufgelöst werden, so dass für den gewünschten Parameter bei Vorgabe der restlichen, der optimaler Wert gefunden werden kann.
Bei genauer Betrachtung der Beziehung zwischen Gegenstandsweite und Fernpunkt einerseits
{\displaystyle {\mathfrak {g}}\approx {\frac {{\mathfrak {d}}_{f}}{1+{\mathfrak {d}}_{f}}}}
und Nahpunkt und Gegenstandsweite andererseits
{\displaystyle {\mathfrak {d}}_{n}\approx {\frac {\mathfrak {g}}{1+{\mathfrak {g}}}}}
ist die Ähnlichkeit der Beziehungen augenfällig. Insbesondere erkennt man, dass bei Verringerung der Einstellweite auf die Entfernung des bisherigen Nahpunktes, der neue Fernpunkt in der Entfernung der bisherigen Gegenstandsweite liegt. Es ergibt sich also für jede Fernpunktdistanz {\displaystyle {\mathfrak {d}}_{f_{0}}<\infty } eine Folge subsequenter Schärfentiefebereiche mit:
{\displaystyle {\mathfrak {d}}_{f_{i+1}}\approx {\mathfrak {g}}_{i}\approx {\mathfrak {d}}_{n_{i-1}}} und {\displaystyle {\mathfrak {g}}_{i+1}={\frac {{\mathfrak {g}}_{i}}{1+{\mathfrak {g}}_{i}}}}.
Speziell ergibt sich für den Fall {\displaystyle {\mathfrak {g}}_{0}=1} die Folge
{\displaystyle {\mathfrak {g}}_{i}\approx {\frac {1}{i+1}}}.
Der Wert des Abbildungsmaßstabs {\displaystyle \beta } ist, als dimensionslose Größe, intrinsisch von jeglicher Normierung unabhängig: {\textstyle \beta ={\frac {B}{G}}={\frac {b}{g}}={\frac {\mathfrak {b}}{\mathfrak {g}}}={\frac {\mathfrak {f}}{\mathfrak {g^{*}}}}}.
Für den Abbildungsmaßstab in der Hyperfokaldistanz ({\displaystyle {\mathfrak {d_{h}}}=1+{\mathfrak {f}}}) folgt dann: {\textstyle \beta _{\mathfrak {d_{h}}}={\frac {\mathfrak {f}}{1+{\mathfrak {f}}-{\mathfrak {f}}}}={\mathfrak {f}}} und mit {\displaystyle {\mathfrak {f}}\cdot f=k\cdot Z} ergibt sich: {\textstyle \beta _{d_{h}}={\frac {k\cdot Z}{f}}}.
Durch den generalisierten Formalismus konnte die Komplexität der Formeln drastisch reduziert werden, durch die Elimination der Objektivparameter ist es aber nicht mehr möglich, deren Einfluss auf die Schärfentiefe zu diskutieren.

### Makrofotografie
In der Makrofotografie ist das Ziel ein Objekt sehr groß und detailliert wiederzugeben. Speziell zu diesem Zweck gerechnete Objektive erreichen oft einen Abbildungsmaßstab von 1:1, d. h. das Bild auf dem Sensor/Film entspricht der Größe des abgebildeten Objektes. Die Gegenstandsweite liegt dann in der Größenordnung der Brennweite. Aus der Linsengleichung ergibt sich, dass bei einem Abbildungsmaßstab von 1:1 die Gegenstandsweite exakt das doppelte der Brennweite beträgt. Diese Objektive weisen auf dem Fokusring neben der Information zur Einstellweite auch die des Abbildungsmaßstabs auf. Der Fotograf stellt dann am Fokusring den gewünschten Abbildungsmaßstab ein und fokussiert das Bild durch Justierung der Entfernung mittels eines Schlittens. Die Bedeutung der Gegenstandsweite tritt somit gegenüber der des Abbildungsmaßstabs zurück, und der Wunsch, die Schärfentiefe nach dem Abbildungsmaßstab zu parametrisieren, liegt auf der Hand.
Der Abbildungsmaßstab
{\displaystyle \beta ={\frac {B}{G}}={\frac {b}{g}}}
bestimmt das Verhältnis von Gegenstandsweite zur Bildweite und somit über die Linsenformel die Relation zwischen Gegenstandsweite und Brennweite:
{\displaystyle g=f\cdot (1+\beta ^{-1})} bzw. {\displaystyle g-f={\frac {f}{\beta }}}.
Somit kann der Term {\displaystyle g-f} durch {\displaystyle f\cdot \beta ^{-1}} substituiert werden. Für die Schärfentiefe ergibt sich dann die Beziehung:
{\displaystyle \Delta _{d}={\frac {2\cdot f^{4}\cdot k\cdot Z\cdot \beta ^{-1}\cdot (1+\beta ^{-1})}{f^{4}-k^{2}\cdot Z^{2}\cdot f^{2}\cdot \beta ^{-2}}}={\frac {2\cdot k\cdot Z\cdot \beta ^{-1}\cdot (1+\beta ^{-1})}{1-{\frac {k^{2}\cdot Z^{2}\cdot \beta ^{-2}}{f^{2}}}}}}.
Solange die Ungleichung {\displaystyle k\cdot Z\cdot \beta ^{-1}\ll f} gilt, kann der zweite Term im Nenner vernachlässigt werden und es ergibt sich folgende Näherung:
{\displaystyle \Delta _{d}\approx {\frac {2\cdot k\cdot Z\cdot (1+\beta ^{-1})}{\beta }}={\frac {2\cdot k\cdot Z\cdot (\beta +1)}{\beta ^{2}}}}.
Für die Makrofotografie ergibt sich somit eine gute Näherung für die Schärfentiefe, die keine explizite Abhängigkeit von der Brennweite enthält und stattdessen vom Abbildungsmaßstab abhängt.
Für den Abbildungsmaßstab von 1:1 vereinfacht sich die Formel zu: {\displaystyle \Delta _{d}\approx 4\cdot k\cdot Z}. Somit ergibt sich für eine Vollformatkamera mit einem Zerstreuungskreis 0,0288 mm bei einem Blendenwert von 8 eine Schärfentiefe von ca. 1 mm.
Unter diesen und der zusätzlichen Annahme, das Makroobjektive habe eine Brennweite von 100 mm ergibt sich eine relative Abweichung von der exakten Formel von {\displaystyle 5\cdot 10^{-6}}.
Andererseits kann {\displaystyle {\frac {k\cdot Z}{f\cdot \beta }}} durch {\displaystyle {\frac {1}{N}}} substituiert werden. Durch anschließende Multiplikation des Zählers und Nenners mit {\displaystyle N^{2}} ergibt sich:
{\displaystyle \Delta _{d}={\frac {2\cdot k\cdot Z\cdot \beta ^{-1}\cdot (1+\beta ^{-1})}{1-{\frac {1}{N^{2}}}}}={\frac {2\cdot k\cdot Z\cdot \beta ^{-1}\cdot (1+\beta ^{-1})\cdot {\frac {f^{2}}{k^{2}\cdot Z^{2}}}\cdot \beta ^{2}}{N^{2}-1}}={\frac {2\cdot (\beta +1)\cdot (d_{h}-f)}{N^{2}-1}}}.
Mit {\displaystyle k\cdot Z\cdot \beta ^{-1}\ll f} kann {\displaystyle f} gegenüber {\displaystyle d_{h}} und {\displaystyle 1} gegenüber {\displaystyle N^{2}} vernachlässigt werden und folgende Näherung ist für den Bereich der Makrofotografie gut erfüllt:
{\displaystyle \Delta _{d}\approx {\frac {2\cdot (\beta +1)\cdot d_{h}}{N^{2}}}}.

### Abhängigkeiten

#### Die Sensordiagonale als Parameter
Aus der Näherungsformel für die hyperfokale Entfernung {\displaystyle d_{h}} kann leicht abgelesen werden, dass diese zunimmt und der Schärfentiefebereich somit abnimmt, wenn die Brennweite {\displaystyle f} zunimmt, die Blendenzahl {\displaystyle k} kleiner wird (respektive die Blendenöffnung größer) oder der Zerstreuungskreis {\displaystyle Z} kleiner sein soll.

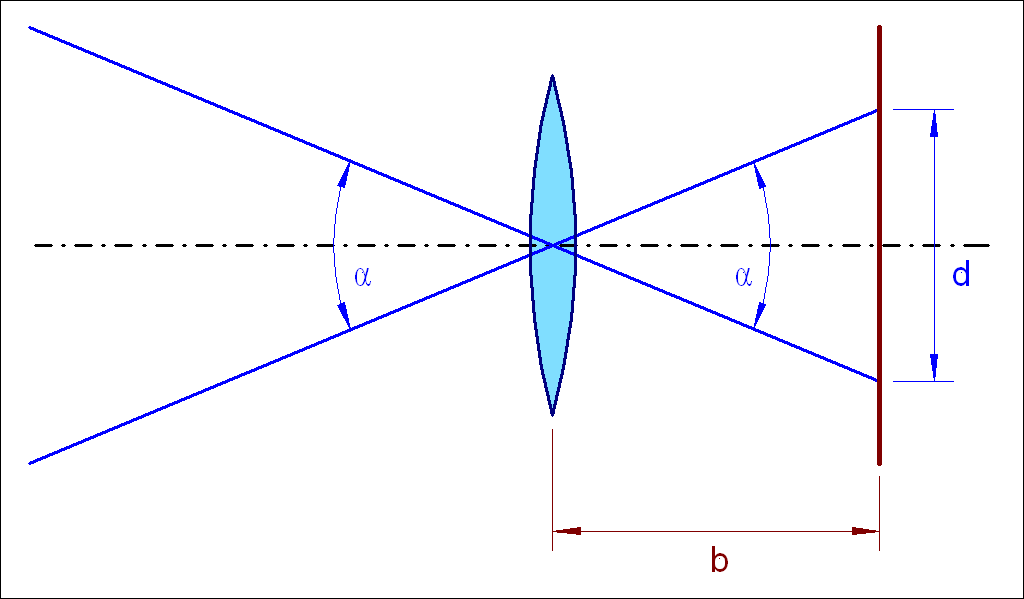
Zusammenhang zwischen Bildwinkel, Bildweite und Bilddiagonale

Möchte man nun die hyperfokale Entfernung {\displaystyle d_{h}} nach der Bilddiagonale {\displaystyle d} parametrisieren liegt mit Hinblick auf den Cropfaktor die Vermutung nahe, dass das Verhältnis zwischen Brennweite und Sensordiagonale eine Konstante ist, solange der Öffnungswinkel der Abbildung sich nicht ändert. Die detaillierte Betrachtung geht von der Formel für die gnomonische bzw. rectilineare Projektion {\displaystyle R=f\cdot \tan(\beta )} aus, die das Verhältnis zwischen Einfallswinkel des Lichtes und Abstand des Bildpunktes von der optischen Achse beschreibt. Für einen Bildkreis mit Öffnungswinkel {\displaystyle \alpha =2\cdot \beta } (wobei {\displaystyle \alpha } der gewünschte Bildwinkel ist, der für die perspektivische Bildwirkung maßgeblich ist) ergibt sich die Beziehung:
{\displaystyle f={\frac {d}{2\cdot \tan \left({\frac {\alpha }{2}}\right)}},}
Es ist zu beachten, dass sich bei einer Fokussierung auf die Bildweite {\displaystyle b\neq f} der Abstand zwischen Objektiv und Sensor ändert, und somit auch der Öffnungswinkel der Abbildung. Ein Ansatz, der von einer Beziehung zwischen {\displaystyle b} und {\displaystyle d} ausgeht, steht also im Widerspruch zu den Eingangsvoraussetzungen. Setzt man dies in die Gleichung für die hyperfokale Entfernung ein, ergibt sich:
{\displaystyle d_{h}={\frac {d^{2}}{4\cdot k\cdot Z\cdot \tan ^{2}\left({\frac {\alpha }{2}}\right)}}+{\frac {d}{2\cdot \tan \left({\frac {\alpha }{2}}\right)}}=d\cdot \left({\frac {N}{4\cdot k\cdot \tan ^{2}\left({\frac {\alpha }{2}}\right)}}+{\frac {1}{2\cdot \tan \left({\frac {\alpha }{2}}\right)}}\right)}
bzw. für {\displaystyle k\cdot Z\ll f} ergibt sich die Näherung:
{\displaystyle d_{h}\approx {\frac {d\cdot N}{4\cdot k\cdot \tan ^{2}\left({\frac {\alpha }{2}}\right)}}}
Dies bedeutet, dass die hyperfokale Entfernung {\displaystyle d_{h}} linear mit der Bilddiagonalen {\displaystyle d} zunimmt, wenn die Blendenzahl {\displaystyle k}, die Anzahl der Bildpunkte {\displaystyle N} auf der Bilddiagonalen und der Bildwinkel {\displaystyle \alpha } konstant gehalten werden. Ebenso kann der Formel abgelesen werden, dass die Schärfentiefe desto geringer ist, je kleiner die Blendenzahl oder der Bildwinkel sind. Weitwinkelobjektive haben also bei sonst gleichen Voraussetzungen einen größeren Schärfentiefebereich als Teleobjektive, beziehungsweise die hyperfokale Entfernung ist bei Weitwinkelobjektiven kleiner als bei Teleobjektiven.
Ferner kann festgehalten werden, dass die Schärfentiefe bei konstantem Verhältnis von Bildsensordiagonale {\displaystyle d} und Blendenzahl {\displaystyle k} bei gleichem Bildwinkel und gleicher Anzahl der akzeptablen Zerstreuungskreise immer gleich ist.

#### Aufeinanderfolgende Schärfentiefebereiche
Verringert man die Einstellweite derart, dass der Fernpunkt des Schärfentiefenbereichs der Hyperfokaldistanz entspricht ergibt sich eine interessante Reihe subsequenter Schärfentiefebereiche. Ausgangspunkt der Betrachtung ist, dass eine Verringerung der Einstellweite auf {\displaystyle g=d_{h}/q} zum gewünschten Ergebnis führt, dann wird beim q-fachen der Einstellweite der Nenner in der Formel für die Distanz zum Fernpunkt Null und es ergibt sich folgende Beziehung:
{\displaystyle d_{f}=d_{h}={\frac {f^{2}}{k\cdot Z}}\cdot {\frac {1}{q-1}}=(d_{h}-f)\cdot {\frac {1}{q-1}}}
und daraus folgt:
{\displaystyle q=2-{\frac {f}{d_{h}}}\approx 2},
wobei die Näherung unter der Bedingung {\displaystyle f\ll d_{h}} gültig ist. Das heißt, dass die neue Einstellweite annähernd der halben Hyperfokaldistanz entspricht, also in der Distanz des ehemaligen Nahpunktes liegt. Indem der Vorgang j-fach wiederholt wird ergibt sich:
{\displaystyle d_{f}={\frac {d_{h}}{q_{j-1}}}={\frac {f^{2}}{k\cdot Z}}\cdot {\frac {1}{q_{j}-1}}=(d_{h}-f)\cdot {\frac {1}{q_{j}-1}}}
und daraus wieder:
{\displaystyle q_{j}=q_{j-1}+1-{\frac {f}{d_{h}}}\cdot q_{j-1}\approx q_{j-1}+1}.
Oder:
{\displaystyle q_{j}=\sum _{i=0}^{j-1}1-{\frac {f}{d_{h}}}\cdot \sum _{i=0}^{j-1}q_{i}\approx j}.
Die Distanz zum Nahpunkt ergibt sich dann aus der Distanz zum Fernpunkt zu:
{\displaystyle {\frac {d_{n}}{d_{f}}}={\frac {q-1}{q+1-2\cdot {\frac {f}{g}}}}\approx {\frac {q-1}{q+1}}},
wobei der zusätzliche Term im Nenner eine weiter Näherung erfordert: {\displaystyle g\gg f}, dies ist im Bereich der Makrofotografie ganz offensichtlich nicht mehr gegeben, für den Abbildungsmaßstab {\displaystyle \beta ={\texttt {1:1}}} ergibt sich das Verhältnis zu:
{\displaystyle {\frac {d_{n}}{d_{f}}}={\frac {q-1}{q}}}.
Somit ergibt sich für ganzzahlige {\displaystyle j\geq 2} eine Folge von Schärfentiefenbereiche, deren Fernpunkte annähernd bei {\displaystyle d_{h}/(j-1)} und deren Nahpunkte annähernd bei {\displaystyle d_{h}/(j+1)} liegen, wenn auf eine Entfernung von {\displaystyle d_{h}/n} fokussiert wird.
Die Gültigkeit der Näherung wird mit steigendem j jedoch schnell eingeschränkt, da sich der Fehler ständig aufsummiert:
{\displaystyle \Delta {q_{j}}={\frac {f}{d_{h}}}\cdot \sum _{i=0}^{j-1}q_{i}}.
Für eine Vollformatkamera mit einem dort gängigen Normalobjektiv ({\displaystyle f=50\,{\text{mm}}}) liegt der Faktor vor der Summe bei einer eingestellten Blende von 8 bei ca. 0,005, das heißt die Summe muss deutlich kleiner bleiben als 200, sie wächst aber stetig. Die Summe kann leicht aus den Näherungswerten der {\displaystyle q_{i}} berechnet werden, da sich für die {\displaystyle q_{i}} ganzzahlige positive Werte ergeben:
{\displaystyle \sum _{i=0}^{j-1}q_{i}=\sum _{i=1}^{j}i={\frac {j^{2}+j}{2}}}.
Wird der akzeptable Fehler auf 10 % beschränkt, darf der Wert der Summe 20 nicht übersteigen. Das Ergebnis für {\displaystyle j=6} liegt dann schon außerhalb des akzeptablen Bereichs.
Mit
{\displaystyle \Delta d=d_{f}-d_{n}\approx {\frac {d_{h}}{j-1}}-{\frac {d_{h}}{j+1}}=d_{h}\cdot {\frac {j+1-(j-1)}{(j-1)\cdot (j+1)}}={\frac {2\cdot d_{h}}{j^{2}-1}}}
ergibt sich wieder die Näherung die weiter oben schon mal hergeleitet wurde. Mit der hier gegebenen Fehlerbetrachtung wurde gezeigt, dass die Näherung nur eingeschränkt anwendbar ist.

### Beispiel Kurzsichtigkeit
Wenn das Auge eines Normal- oder Weitsichtigen auf die hyperfokale Entfernung scharfgestellt ist, wird der Bereich von der halben hyperfokalen Entfernung bis unendlich hinreichend scharf abgebildet und wahrgenommen. Anders ist es bei Kurzsichtigen, die aufgrund ihrer Kurzsichtigkeit nur bis zu einer maximalen Entfernung scharfstellen können und die hyperfokale Entfernung daher oft nicht erreicht werden kann.
Für die Berechnung wurde eine normale Brechkraft des Auges {\displaystyle \Phi _{\text{normal}}} von 59 Dioptrien angenommen. Daraus resultiert eine Normalbrennweite {\displaystyle f_{\text{normal}}={\frac {1}{\Phi _{\text{normal}}}}} von 16,95 Millimetern und ein Bildkreisdurchmesser {\displaystyle d} von 14,6 Millimetern. Wenn für die Anzahl der Punkte auf der Bilddiagonalen {\displaystyle N} 1500 angenommen wird, dann beträgt der Durchmesser des akzeptablen Zerstreuungskreises {\displaystyle Z} 9,74 Mikrometer. Bei unkorrigierter Kurzsichtigkeit kann das Auge nur auf eine maximale Gegenstandsweite {\displaystyle g} scharfstellen, die sich mit Hilfe der Abbildungsgleichung aus der tatsächlichen Brechkraft {\displaystyle \Phi } ergibt, die üblicherweise als negative Dioptriendifferenz {\displaystyle \Delta \Phi } angegeben wird:
{\displaystyle \Phi =\Phi _{\text{normal}}-\Delta \Phi }
{\displaystyle f={\frac {1}{\Phi }}}
{\displaystyle g={\frac {1}{{\frac {1}{f}}-{\frac {1}{f_{\text{normal}}}}}}={\frac {1}{\Phi -\Phi _{\text{normal}}}}=-{\frac {1}{\Delta \Phi }}}
In der folgenden Tabelle werden die Schärfentiefebereiche beispielhaft für drei verschiedene Lichtsituationen respektive Blendenzahlen für das Auge dargestellt:
- Blendenzahl {\displaystyle k=4}: weite Pupille (Durchmesser = 4,2 Millimeter in dunkler Umgebung)
- Blendenzahl {\displaystyle k=8}: mittlere Pupille (Durchmesser = 2,1 Millimeter in mittlerer Umgebung)
- Blendenzahl {\displaystyle k=16}: enge Pupille (Durchmesser = 1,1 Millimeter in heller Umgebung)

Wenn der Fernpunkt unendlich wird, hat das Auge mindestens auf die hyperfokale Entfernung fokussiert. Es ist dann für das hinreichend scharfe Sehen in der Ferne nicht mehr erforderlich, noch größere Entfernungen optimal scharfzustellen. Wird der Fernpunkt im Unendlichen nicht erreicht, liegt eine Kurzsichtigkeit vor, die nur durch Sehhilfen kompensiert werden kann.
| Fehlsichtigkeit {\displaystyle \Delta \Phi } in dpt |                               | 0       | −0,25   | −0,5    | −0,75   | −1      | −1,5    | −2      | −3      | −5      | −10     |
| Brennweite {\displaystyle f} in m                   |                               | 0,01695 | 0,01688 | 0,01681 | 0,01674 | 0,01667 | 0,01653 | 0,01639 | 0,01613 | 0,01563 | 0,01449 |
|                                                     | Blendenzahl {\displaystyle k} |         |         |         |         |         |         |         |         |         |         |
| Hyperfokale Entfernung {\displaystyle d_{h}} in m   | 4                             | 7,39    | 7,33    | 7,27    | 7,21    | 7,15    | 7,03    | 6,91    | 6,69    | 6,28    | 5,41    |
| Maximale Gegenstandsweite {\displaystyle g} in m    | 4                             | 7,39    | 4,00    | 2,00    | 1,33    | 1,00    | 0,67    | 0,50    | 0,33    | 0,20    | 0,100   |
| Nahpunkt {\displaystyle d_{n}} in m                 | 4                             | 3,70    | 2,59    | 1,57    | 1,13    | 0,88    | 0,61    | 0,47    | 0,32    | 0,19    | 0,098   |
| Fernpunkt {\displaystyle d_{f}} in m                | 4                             | ∞       | 8,76    | 2,75    | 1,63    | 1,16    | 0,73    | 0,54    | 0,35    | 0,21    | 0,102   |
| Schärfentiefe {\displaystyle \Delta _{d}} in m      | 4                             | ∞       | 6,17    | 1,18    | 0,50    | 0,28    | 0,12    | 0,07    | 0,03    | 0,01    | 0,003   |
|                                                     |                               |         |         |         |         |         |         |         |         |         |         |
| Hyperfokale Entfernung {\displaystyle d_{h}} in m   | 8                             | 3,70    | 3,67    | 3,64    | 3,61    | 3,58    | 3,52    | 3,47    | 3,35    | 3,15    | 2,71    |
| Maximale Gegenstandsweite {\displaystyle g} in m    | 8                             | 3,70    | 3,67    | 2,00    | 1,33    | 1,00    | 0,67    | 0,50    | 0,33    | 0,20    | 0,100   |
| Nahpunkt {\displaystyle d_{n}} in m                 | 8                             | 1,86    | 1,84    | 1,29    | 0,98    | 0,78    | 0,56    | 0,44    | 0,30    | 0,19    | 0,097   |
| Fernpunkt {\displaystyle d_{f}} in m                | 8                             | ∞       | ∞       | 4,39    | 2,10    | 1,38    | 0,82    | 0,58    | 0,37    | 0,21    | 0,103   |
| Schärfentiefe {\displaystyle \Delta _{d}} in m      | 8                             | ∞       | ∞       | 3,10    | 1,12    | 0,59    | 0,25    | 0,14    | 0,06    | 0,02    | 0,006   |
|                                                     |                               |         |         |         |         |         |         |         |         |         |         |
| Hyperfokale Entfernung {\displaystyle d_{h}} in m   | 16                            | 1,86    | 1,84    | 1,83    | 1,81    | 1,80    | 1,77    | 1,74    | 1,69    | 1,58    | 1,36    |
| Maximale Gegenstandsweite {\displaystyle g} in m    | 16                            | 1,86    | 1,84    | 1,83    | 1,33    | 1,00    | 0,67    | 0,50    | 0,33    | 0,20    | 0,100   |
| Nahpunkt {\displaystyle d_{n}} in m                 | 16                            | 0,93    | 0,93    | 0,92    | 0,77    | 0,65    | 0,49    | 0,39    | 0,28    | 0,18    | 0,094   |
| Fernpunkt {\displaystyle d_{f}} in m                | 16                            | ∞       | ∞       | ∞       | 4,86    | 2,21    | 1,05    | 0,69    | 0,41    | 0,23    | 0,107   |
| Schärfentiefe {\displaystyle \Delta _{d}} in m      | 16                            | ∞       | ∞       | ∞       | 4,09    | 1,56    | 0,57    | 0,30    | 0,13    | 0,05    | 0,013   |

## Wellenoptische Schärfentiefe
Alle optischen Abbildungen sind durch Beugung begrenzt, sodass ein einzelner Punkt niemals auf einen Punkt, sondern nur auf ein Beugungsscheibchen (oder Airyscheibchen) abgebildet werden kann. Die Trennschärfe zweier benachbarter Beugungsscheibchen definiert analog zum fotografischen Film einen maximal zulässigen Zerstreuungskreis. Nach dem Rayleigh-Kriterium muss die Intensität zwischen zwei benachbarten Bildpunkten um 20 Prozent abfallen, um als scharf zu gelten. Die Größe des Beugungsscheibchens ist abhängig von der Wellenlänge des Lichts. Man definiert die Rayleighsche Schärfentiefe als den Bereich, innerhalb dessen sich die Abbildungsgröße nicht ändert, das heißt konstant dem kleinstmöglichen (d. h. beugungsbegrenzten) Wert entspricht:
{\displaystyle d_{R}={\frac {\lambda }{2\,n\sin ^{2}u}}}
Hierbei ist {\displaystyle \lambda } die Wellenlänge, n der Brechungsindex und u der Aperturwinkel des abbildenden Systems.
Die Rayleighsche Schärfentiefe ist bei beugungsbegrenzten optischen Systemen relevant, zum Beispiel in der Mikroskopie oder in der Fotolithografie. In der Fotografie macht sich eine wellenoptische Unschärfe jenseits der förderlichen Blende {\displaystyle {k_{f}}} bildwirksam bemerkbar.
{\displaystyle k_{f}={\frac {Z}{1{,}22\,\lambda \,(\beta +1)}}}
Hierbei ist {\displaystyle Z} der maximal zulässige Zerstreuungskreis, {\displaystyle \beta } der Abbildungsmaßstab und {\displaystyle \lambda } die Wellenlänge.
Für übliche Anwendungen (kleiner Abbildungsmaßstab) in der Kleinbild-Fotografie ergibt sich eine förderliche Blende von über f/32, so dass Beugung außer in der Makrofotografie kaum eine Rolle spielt.
Da die kleinen Sensoren moderner Kompakt-Digitalkameras aber sehr kleine zulässige Zerstreuungskreise erfordern, rückt {\displaystyle k_{f}} in den Bereich üblicher Blendenzahlen. Für einen 1/1,8″-Sensor liegt die förderliche Blende zum Beispiel bei zirka f/8, im Nahbereich noch darunter.

## Lochkamera
Bei rein strahlenoptischer Betrachtungsweise hängt die Größe des Unschärfekreises einer Lochkamera von der Gegenstandsweite {\displaystyle g}, der Bildweite {\displaystyle b} und dem Lochdurchmesser {\displaystyle D} ab. Ein Objekt wird dann hinreichend scharf abgebildet, wenn gilt:
{\displaystyle Z_{s}^{*}=D+{\frac {D\cdot b}{g}}\leqq Z}
Für sehr große Gegenstandsweiten {\displaystyle g} vereinfacht sich die Bedingung zu: {\displaystyle D\leqq Z}. Das heißt, der Lochdurchmesser darf nicht größer werden als der zulässige Zerstreuungskreisdurchmesser, sonst ist mit einer Lochkamera auch im Fernbereich keine hinreichend scharfe Abbildung mehr möglich.
Aus der wellenoptischen Betrachtungsweise lässt sich aus dem Rayleigh-Kriterium für die Beugung an einer Lochblende folgender Zusammenhang zwischen Unschärfekreis {\displaystyle Z^{*}} und Lochdurchmesser {\displaystyle D} ableiten.
{\displaystyle Z_{w}^{*}=1{,}22\cdot b\cdot {\frac {\lambda }{D}}\leqq Z}
Der optimale Wert für den Lochdurchmesser {\displaystyle D} ergibt sich dann aus der Beziehung.
{\displaystyle D\cdot \left(1+{\frac {b}{g}}\right)=D\cdot (1+\beta )=1{,}22\cdot b\cdot {\frac {\lambda }{D}}}
zu:
{\displaystyle D^{2}\cdot (1+\beta )=1{,}22\cdot \lambda \cdot b}
bzw.
{\displaystyle D={\sqrt {\frac {1{,}22\cdot \lambda \cdot b}{1+\beta }}}}.
Der optimale Lochdurchmesser nimmt also für unendliche Gegenstandsweiten ({\displaystyle \beta =0}) seinen maximal möglichen Wert an:
{\displaystyle D_{0}={\sqrt {1{,}22\cdot \lambda \cdot b}}}
Sowohl unter wellen- als auch unter strahlenoptischer Betrachtungsweise ergibt sich für sehr große Gegenstandsweiten somit {\displaystyle Z_{\text{min, w}}^{*}=Z_{\text{min, s}}^{*}=D_{0}}, d. h., sofern der Zerstreuungskreisdurchmesser {\displaystyle Z} größer ist als der Durchmesser des Unschärfekreises {\displaystyle Z^{*}=Z_{w}^{*}+Z_{s}^{*}}, liegt der Fernpunkt des Schärfentiefebereichs immer im Unendlichen, ansonsten gibt es keine optimal scharfe Darstellung. Mit zunehmenden {\displaystyle \beta } sinkt der optimale Lochdurchmesser:
{\displaystyle D(\beta )={\frac {D_{0}}{\sqrt {1+\beta }}}}
und der zugehörige Unschärfekreis steigt im gleichen Maß: {\displaystyle Z_{w}^{*}=Z_{\text{min, w}}^{*}\cdot {\sqrt {1+\beta }}}.
Das gleiche Ergebnis resultiert aus folgender Betrachtung: Unter Zuhilfenahme zweier Konstanten {\displaystyle c_{1}=1+\beta } und {\displaystyle c_{2}=1{,}22\cdot \lambda \cdot b} und Addition der wellenoptischen und strahlenoptischen Unschärfen ergibt sich:
{\displaystyle Z^{*}=Z_{w}^{*}+Z_{s}^{*}=D\cdot c_{1}+{\frac {c_{2}}{D}}}.
Die Extremwerte dieser Funktion ergeben sich durch differenzieren und anschließender Nullstellenbestimmung:
{\displaystyle {\frac {dZ^{*}}{dD}}=c_{1}-{\frac {c_{2}}{D^{2}}}}
und aus
{\displaystyle {\frac {dZ^{*}}{dD}}=0}
folgt dann:
{\displaystyle D^{2}={\frac {c_{2}}{c_{1}}}}.
Dies entspricht exakt dem obigen Ergebnis. Da
{\displaystyle {\frac {d^{2}Z^{*}}{dD^{2}}}=2\cdot c_{2}\cdot D^{-3}>0} ,
handelt es sich bei dem Extremum um ein Minimum.
Aus dem minimal möglichen Unschärfekreis {\displaystyle Z^{*}<Z=d/1500} lässt sich nun die notwendige Bilddiagonale bestimmen (siehe oben) und es ist unmittelbar ersichtlich, dass Lochkameras riesige Dimensionen annehmen müssen. Unter der Annahme, dass die Bildweite in etwa der Bilddiagonalen entsprechen sollte, liegen deren Werte in der Größenordnung eines Meters.

## Anwendung in der Fotografie

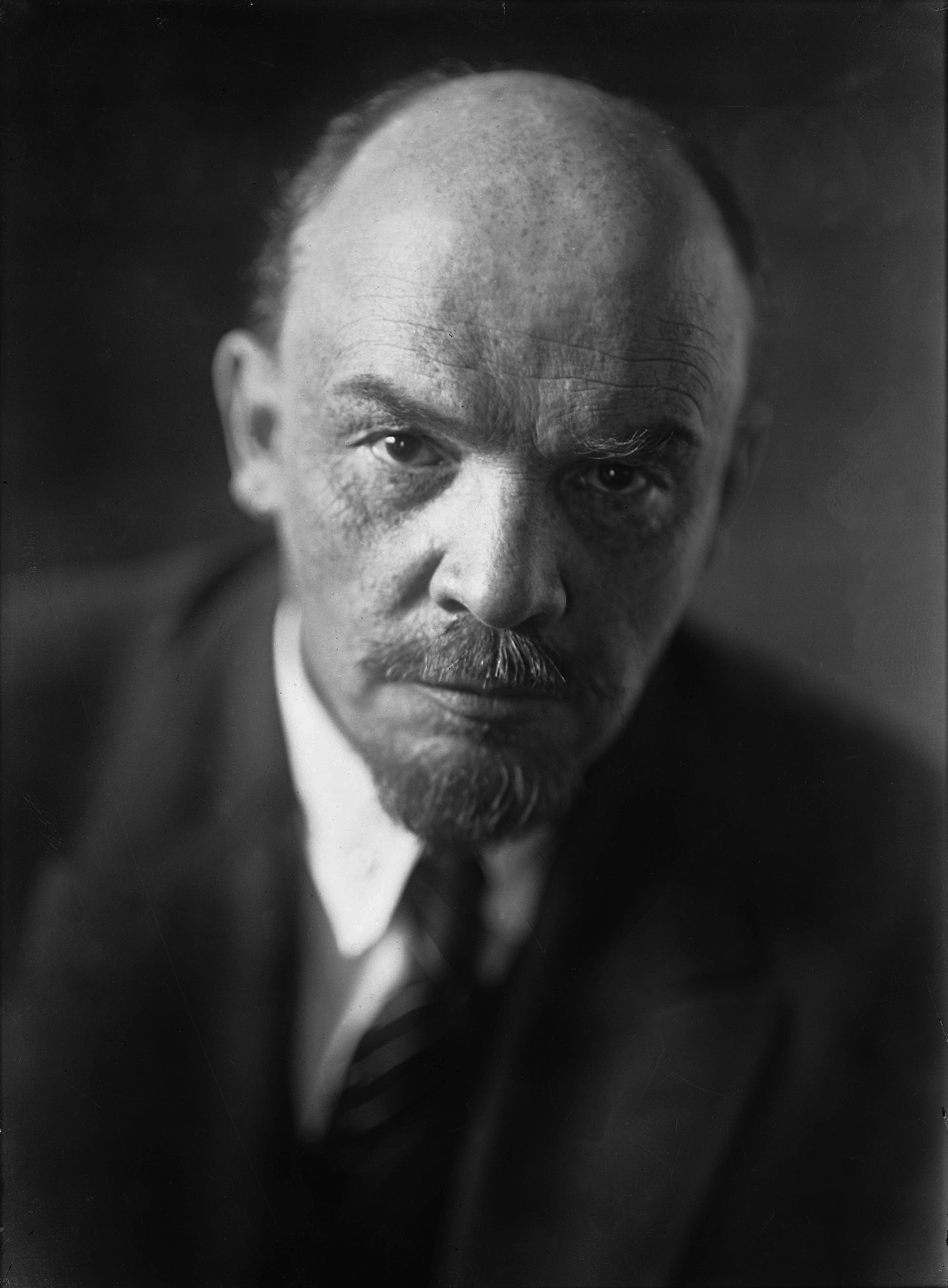
Lenin-Porträt, 1920

Durch den Einsatz einer kleineren Blende wird der Zerstreuungskreis verkleinert

### Bildgestaltung mit Schärfentiefe
Der gezielte Einsatz der Schärfentiefe durch Einstellen der Blendenzahl, der Entfernung und der Brennweite ermöglicht es, den Blick des Betrachters auf das Hauptmotiv zu lenken. Dazu schränkt der Fotograf die Schärfentiefe so eng wie möglich um die Ebene ein, auf der sich das Hauptmotiv befindet. Der Vorder- und Hintergrund wird dadurch unscharf abgebildet. Diese selektive Unschärfe lenkt weniger vom Hauptmotiv ab, das durch die selektive Schärfe akzentuiert wird.
Eine eingeschränkte Schärfentiefe kann bei fotografischen Aufnahmen mit punktförmigen Objekten, die sich etwas außerhalb der scharf abgebildeten Gegenstandsweite befinden, zu sogenannten Geisterflecken in der Aufnahme führen.
Bei kleinen Aufnahmeformaten, z. B. beim Erstellen von Ausschnittsvergrößerungen oder beim Einsatz von Digitalkameras mit kleinen Bildsensoren (Formatfaktor), verkleinert sich der maximal zulässige Zerstreuungskreis, was den Schärfentiefebereich zunächst verkleinert. Die kleineren Aufnahmeformate erfordern jedoch proportional kleinere Objektivbrennweiten, um gleichbleibende Blickwinkel zu gewährleisten – das hingegen vergrößert den Schärfentiefebereich. Beides, die Verkleinerung der Bildsensoren (⇒ Verkleinerung der maximal zulässigen Zerstreuungskreise) und die deshalb notwendige Verkleinerung der Objektivbrennweiten, beeinflusst den Schärfentiefebereich. Die Einflüsse sind zwar gegensinnig, sie gleichen sich aber nicht aus. Der maximal zulässige Zerstreuungskreis geht linear und die Objektivbrennweite annähernd quadratisch in die Schärfentiefe ein – also überwiegt der Einfluss der Objektivbrennweite. Dadurch wird die Schärfentiefe entsprechend größer und es wird zunehmend schwieriger, die selektive Schärfe als fotografisches Gestaltungsmittel direkt beim Fotografieren einzusetzen.
Wird der Unschärfebereich als gestalterisches Mittel der Bildkomposition genutzt, stellt sich schnell die Frage nach der Beeinflussung der Größe der Unschärfekreise durch die gewählten Belichtungsparameter und der fotografischen Ausrüstung. Die Abhängigkeiten werden beschrieben, indem die Gleichung für den Fernpunkt des Schärfebereiches nach {\displaystyle Z} aufgelöst wird.
{\displaystyle Z^{*}={\frac {1}{k}}\cdot \left(1-{\frac {g_{E}}{g'}}\right)\cdot {\frac {f^{2}}{g_{E}-f}}}
Der Unschärfekreis wurde mit einem {\displaystyle *} indiziert, um kenntlich zu machen, dass es sich hier nicht um den maximal zulässigen Zerstreuungskreis handelt, der sich aus der Bilddiagonalen und dem optischen Auflösungsvermögen des Auges bestimmt. Die Gegenstandsweite wurde mit dem Index {\displaystyle E} gekennzeichnet, da sie hier die Einstellweite darstellt, auf die das Objektiv fokussiert wurde. {\displaystyle g'} bezeichnet die Gegenstandsweite eines Lichtpunktes, der außerhalb des Schärfentiefebereichs liegt und mit dem Durchmesser {\displaystyle Z^{*}} auf dem Sensor abgebildet wird. Es ist offensichtlich, dass sich für {\displaystyle g'=\infty }
{\displaystyle Z^{*}={\frac {f^{2}}{k\cdot (g_{E}-f)}}}
als exakte Lösung ergibt und für hinreichen große {\displaystyle g'}, also {\displaystyle 1\gg {\frac {g_{E}}{g'}}} als zulässige Näherung:
{\displaystyle Z^{*}\approx {\frac {f^{2}}{k\cdot (g_{E}-f)}}}.
Um bei der Bildgestaltung im Hintergrund große Unschärfekreise zu erhalten, sind Lichtstarke Objektive mit langer Brennweite und geringer Nahgrenze vorteilhaft.
| Objektiv            | Brennweite | Lichtstärke | Nahgrenze | max. Unschärfekreisdurchmesser |
| ------------------- | ---------- | ----------- | --------- | ------------------------------ |
| Steinheil Cassar    | 50 mm      | ƒ/2,8       | 0,9 m     | 1,05 mm                        |
| Domiplan            | 50 mm      | ƒ/2,8       | 0,75 m    | 1,27 mm                        |
| Tair 11A            | 135 mm     | ƒ/2,8       | 1,2 m     | 6,11 mm                        |
| Carl Zeiss Pancolar | 50 mm      | ƒ/1,8       | 0,35 m    | 4,63 mm                        |
| Helios 44-6         | 58 mm      | ƒ/2         | 0,5 m     | 3,81 mm                        |
| Zenitar-N           | 50 mm      | ƒ/1,2       | 0,45 m    | 5,21 mm                        |

Da diese Unschärfekreise auf allen Sensoren gleich groß sind, Fotos von Kameras mit kleinen Sensoren jedoch stärker vergrößert werden müssen, um die üblichen Betrachtungsformate zu erhalten, erhält man am Ende mit kleinen Sensoren grundsätzlich größere Unschärfekreise. Dies gilt jedoch nicht, wenn der Bildwinkel erhalten bleiben soll. Dann gilt, dass das Verhältnis von Brennweite zu Sensordiagonalen konstant sein muss. Da die Brennweite aber quadratisch in den Durchmesser des Unschärfekreises eingeht, erhält man mit großen Sensoren dann die größeren Unschärfekreise.
In der Makrofotografie wird {\displaystyle {\frac {f}{g_{E}-f}}} durch den Abbildungsmaßstab {\displaystyle \beta } substituiert und es ergibt sich:
{\displaystyle Z^{*}\approx {\frac {f\cdot \beta }{k}}=D_{E}\cdot \beta }.
Als Spezialfall für {\displaystyle \beta =1} ergibt sich dann:
{\displaystyle Z^{*}\approx {\frac {f}{k}}=D_{E}}.
Somit entspricht dann die Größe des Unschärfekreises dem Durchmesser der Eintrittspupille.

### Faktoren zur Beeinflussung der Schärfentiefe

Einfluss der Blende auf die Belichtung und die Schärfentiefe

Der Schärfebereich kann durch mehrere Faktoren (siehe Abschnitt Berechnung der Schärfentiefe) beeinflusst werden:
- Durch Abblenden der Blende wird er ausgedehnt und durch Aufblenden eingeengt. Je kleiner die Blendenöffnung ist, desto größer ist also der Schärfebereich.
- Eine weitere Einflussgröße auf die Schärfentiefe ist der Abbildungsmaßstab {\displaystyle \beta }. Der Abbildungsmaßstab hängt von der Brennweite des Objektivs {\displaystyle f} und der Gegenstandsweite {\displaystyle g} ab ({\displaystyle b} ist die Bildweite).

{\displaystyle \beta ={\frac {b}{g}}={\frac {f}{g-f}}}
Je kleiner der Abbildungsmaßstab, desto größer ist die Schärfentiefe. Ein Weitwinkelobjektiv mit einer kürzeren Brennweite erzeugt, bei gleicher Gegenstandsweite, eine größere Schärfentiefe als ein Teleobjektiv mit einer langen Brennweite.
- Für Kamerasysteme mit unterschiedlichen Bilddiagonalen und somit entsprechend unterschiedlichen Normalbrennweiten gilt bei sonst gleichen Voraussetzungen (Blendenzahl, Bildwinkel und Bildauflösung), dass die Schärfentiefe umso geringer wird, je größer die Bilddiagonale ist. Es ist also mit größeren Kameras bei gegebener Blendenzahl besser möglich, die Schärfentiefe einzuschränken (etwa bei Porträtaufnahmen mit unscharfem Hintergrund), als mit kleinen Kameras. Wenn ein Motiv einmal so aufgenommen wird, dass es auf dem Sensor die Sensorhöhe voll ausfüllt, und einmal so, dass es auf dem Sensor eine um den Faktor {\displaystyle x} geringere Höhe hat, indem man lediglich den Abstand zum Motiv vergrößert, so vergrößert sich die Schärfentiefe unter etwa quadratisch mit {\displaystyle x}. Beispiel: Verkleinerung der Bildhöhe um den Faktor {\displaystyle x=2} führt etwa zur Vervierfachung der Schärfentiefe. Diese Faustformel gilt, falls die Entfernung zum Motiv kleiner als etwa ein Viertel der hyperfokalen Entfernung ist. Entsprechend gilt diese Faustformel für unterschiedliche Sensorgrößen: Eine Verringerung der Sensorhöhe um den Faktor {\displaystyle x} führt zur Vergrößerung der Schärfentiefe etwa um den Faktor {\displaystyle x^{2}}, falls das Motiv in beiden Fällen die Sensorhöhe voll ausfüllt und in beiden Fällen die gleiche Blende eingestellt ist. Die Brennweite hat dabei keinen nennenswerten Einfluss, siehe unten.
- Anders sieht der eher akademische Vergleich verschiedener Kamerasysteme mit unterschiedlichen Bilddiagonalen aus, wenn man nicht Objektive mit gleicher Blendenzahl, sondern solche mit der gleichen Eintrittspupille vergleicht, also Objektive, die das gleiche, von einem Gegenstandspunkt ausgehende Lichtbündel auf einen Bildpunkt projizieren. Die Proportionalität zwischen der Sensordiagonalen und der Brennweite: {\displaystyle d\propto f} wurde bereits gezeigt. Solange die Näherung {\displaystyle k\cdot Z\ll f} gilt, ergibt sich für die hyperfokale Distanz: {\displaystyle d_{h}\propto D_{E}\cdot \beta }, wobei {\displaystyle \beta =D_{A}/D_{E}} der Pupillenmaßstab ist. Dies bedeutet, zwei Objektive mit gleicher Eintrittspupille und gleichem Bildwinkel erzeugen unabhängig von der Sensorgröße die gleiche Schärfentiefe, solange der Pupillenmaßstab identisch ist. Diese Betrachtung ist insofern akademisch, als dass sie für Zoomobjektive kaum Anwendung findet, da sich der Pupillenmaßstab durch das Verschieben der Linsengruppen zueinander in der Regel ändert und andererseits kaum zwei Objektive zu finden sein werden, die die Bedingungen erfüllen.
- Die Verteilung der Schärfentiefe vor und hinter dem fokussierten Objekt variiert mit der eingestellten Entfernung: Im engen Nahbereich wird ungefähr ein Verhältnis von 1:1 erreicht, mit wachsender Entfernung wächst der Anteil hinter dem fokussierten Objekt kontinuierlich an, letzteres extrem, wenn die Unendlicheinstellung noch eben in den Schärfebereich gelegt wird (= hyperfokale Entfernung).
- Die Schärfentiefe ändert sich näherungsweise nicht, wenn ein Motiv einmal mit kurzer Brennweite aus geringer Entfernung und einmal mit langer Brennweite aus größerer Entfernung derart abgebildet wird, dass es im Bild die gleiche Größe hat. In diesem Fall ist der Abbildungsmaßstab konstant und somit auch die Schärfentiefe.

{\displaystyle \Delta _{d}={\frac {2\cdot k\cdot Z\cdot \beta ^{-1}\cdot (1+\beta ^{-1})}{1-{\frac {k^{2}\cdot Z^{2}\cdot \beta ^{-2}}{f^{2}}}}}={\frac {2\cdot k\cdot Z\cdot (\beta +1)}{\beta ^{2}-{\frac {k^{2}\cdot Z^{2}}{f^{2}}}}}}
Diese Regel gilt, wenn in beiden Fällen die gleiche Blende verwendet wird und wenn der zweite Term im Nenner vernachlässigt werden kann: {\displaystyle \beta ^{2}\gg {\frac {k^{2}\cdot Z^{2}}{f^{2}}}}. Durch Substitution von {\displaystyle \beta } ergibt sich als Bedingung für die Gültigkeit der Regel:

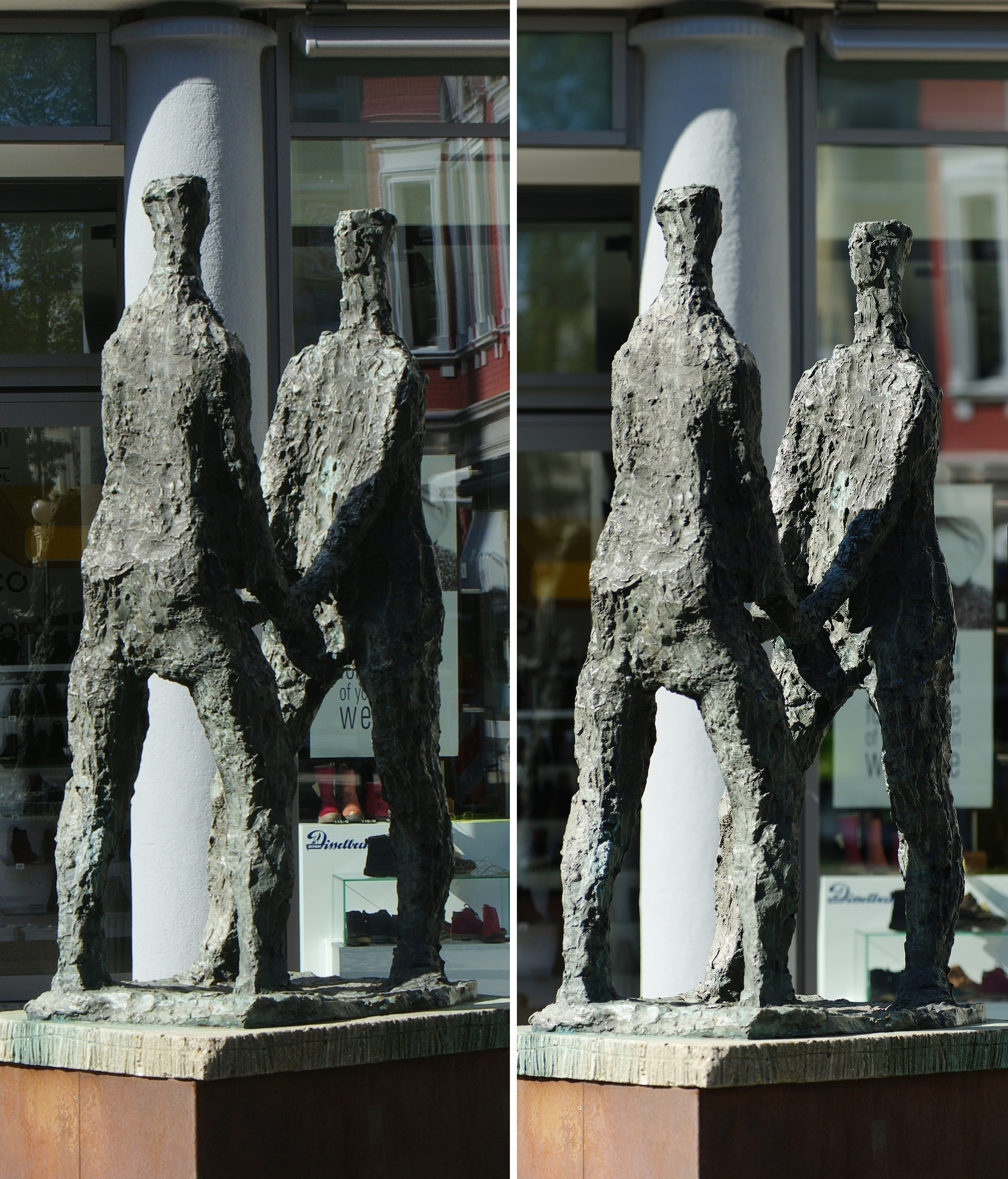
Verringerung der Schärfentiefe nach der Brenizermethode; links normale Aufnahme, rechts Stitching aus fünf Fotos mit einem Objektiv ƒ/4/250mm

{\displaystyle {\frac {f^{2}}{(g-f)^{2}}}\gg {\frac {k^{2}\cdot Z^{2}}{f^{2}}}\Rightarrow {\frac {f^{2}}{k\cdot Z}}\gg g-f\Rightarrow {\frac {f^{2}}{k\cdot Z}}+f\gg g\Rightarrow d_{h}\gg g}.
Wie klein {\displaystyle g} tatsächlich sein muss hängt vor allem vom akzeptablen Fehler und im geringen Maß von der Brennweite ab. Wird ein relativer Fehler von einem Prozent toleriert, darf die Differenz zwischen Gegenstandsweite und Brennweite 20 % der Hyperfokaldistanz nicht überschreiten.
- Durch das Verfahren des Focus stacking kann eine scheinbar extrem große Schärfentiefe erreicht werden, indem eine Bilderserie mit verschiedenen Entfernungseinstellungen aufgenommen wird und die Ergebnisse anschließend mit Methoden der Computergrafik neu zusammenmontiert werden.
- Umgekehrt lassen sich mittels der nach dem amerikanischen Fotografen Ryan Brenizer benannten Brenizermethode, der dieses Verfahren perfektioniert und bekannt gemacht hat, Weitwinkel- oder Panoramafotografien mit sehr geringer Schärfentiefe erzeugen. Hierbei werden mit einem lichtstarken Teleobjektiv angefertigte Aufnahmen mit kleinem Schärfebereich mittels Stitching zu einem Foto mit großem Bildwinkel kombiniert.

### Kameraeinstellungen
Im Makrobereich kann die Schärfentiefe als Funktion des Abbildungsmaßstabs beschrieben werden (siehe oben).
Zur praktischen Anwendung im Feld ist der Verkleinerungsfaktor als Kehrwert des Abbildungsmaßstabs ({\displaystyle v=\beta ^{-1}}) oft geeigneter:
- man merke sich {\displaystyle 2\cdot 10\cdot Z} für seine aktuelle Kamera (den Wert für {\displaystyle Z} findet man in der Tabelle am Anfang dieses Artikels. Für Crop-DSLRs ergibt sich ein zu merkender Wert von ca. 0,4 mm; bei Vollformatkameras von ca. 0,6 mm)
- Für einen Verkleinerungsfaktor von 10, 5, 2, 1 muss man diesen Wert mit 110, 30, 6 bzw. 2 ({\displaystyle v^{2}+v}) multiplizieren und erhält 44 mm, 12 mm, 2,4 mm bzw. 0,8 mm für Crop-DSLRs bzw. 66 mm, 18 mm, 3,6 mm und 1,2 mm für Vollformatkameras.
- Das ergibt die Schärfentiefe für die Blendenzahl 10. Für andere Blendenzahlen erhöht bzw. verringert sich dieser Wert proportional.

Weitere Bemerkungen:

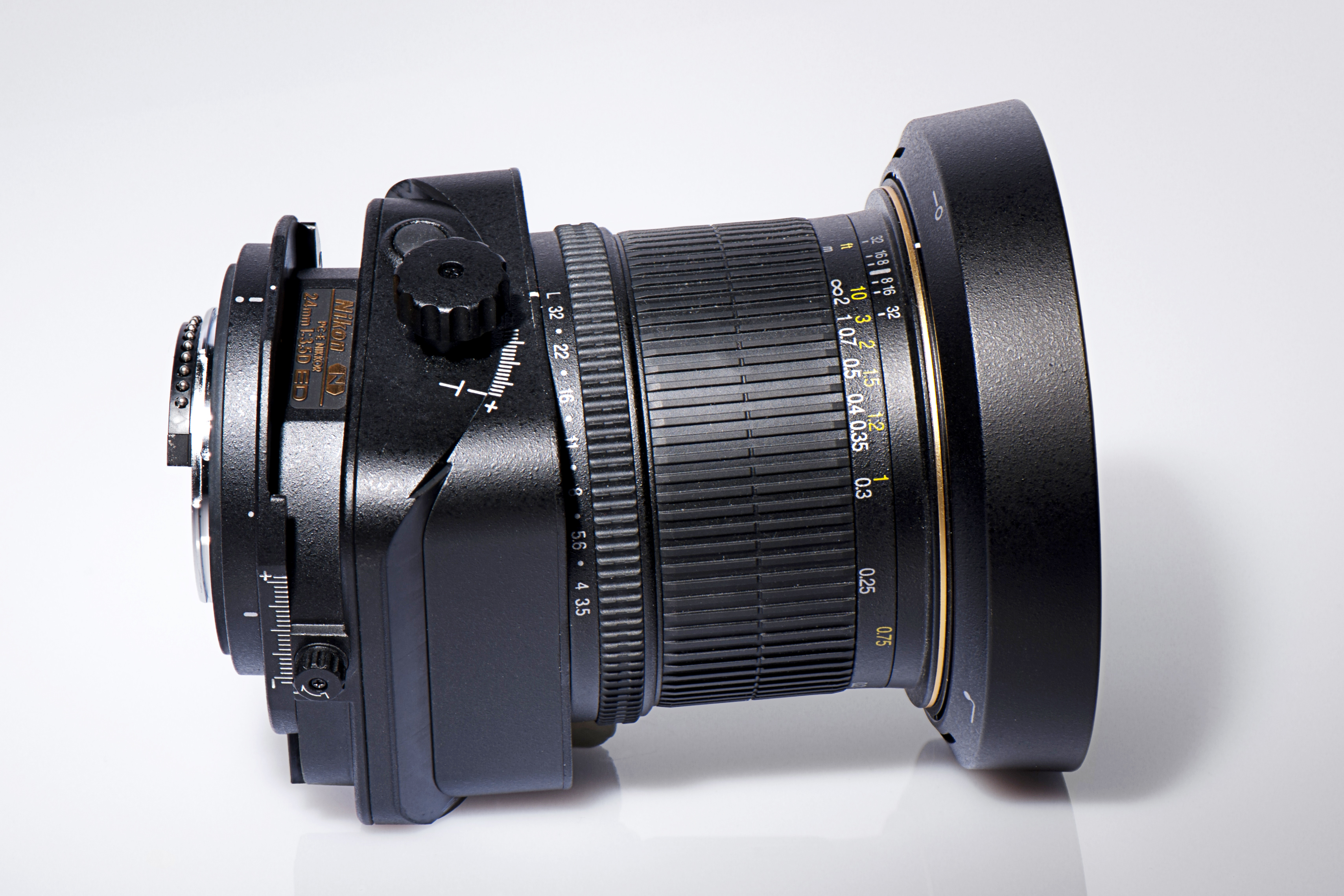
Tilt-Shift-Objektiv von Nikon

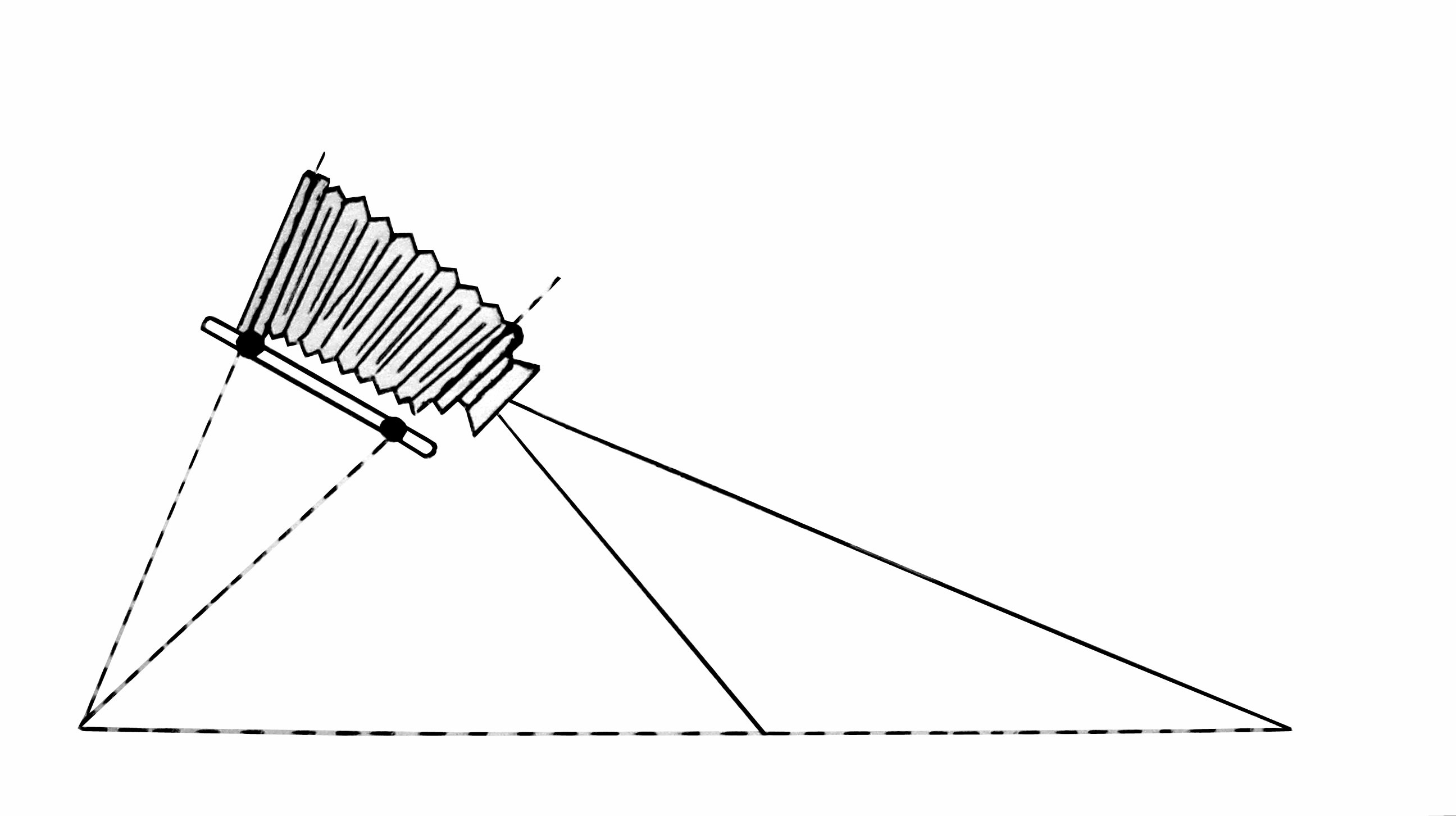
Scheimpflug-Einstellung in der Großformatkamera

- Einige elektronisch gesteuerte Kameras bieten die Möglichkeit an, zuerst den vorderen und dann den hinteren Punkt des gewünschten Schärfebereiches mit dem Auslöser zu markieren (DEP-Funktion). Die Kamera berechnet dann die dafür benötigte Blende und stellt den Fokus so ein, dass die Schärfe genau dem markierten Bereich entspricht. Die A-DEP-Funktion aktueller Digitalkameras hat damit allerdings nichts zu tun, hier bestimmt die Kamera den vorderen und hinteren Schärfepunkt durch Nutzung aller AF-Felder.
- Die Verstellmöglichkeiten von Fachkameras erlauben das Nutzen der sogenannten Scheimpflug-Einstellung. Diese verändert nicht den Schärfenbereich des Objektivs, sondern erlaubt, die Schärfeebene zu verlagern und damit an das Motiv anzupassen. Für Klein- und Mittelformatkameras gibt es für den gleichen Einsatzzweck spezielle Tilt- bzw. Swing-Balgengeräte bzw. sogenannte Tilt-Objektive, eine Funktion, die oft auch mit einer Shift-Funktion zur möglichen Parallelverschiebung der Schärfenebene kombiniert wird.
- Einige Spezialobjektive verfügen über die Funktion der variablen Objektfeldwölbung (VFC, variable field curvature), die rotationssymmetrisch die stufenlose konvexe oder konkave Durchbiegung der Schärfenebene erlaubt.
- Mit einer speziellen Rechenscheibe lassen sich auch unterwegs für ein gegebenes Objektiv Schärfentiefe-Berechnungen durchführen. Bei gegebener Blende kann der optimale Fokuspunkt für einen gewünschten Schärfentiefe-Bereich oder der resultierende Schärfentiefe-Bereich bei gegebenem Fokuspunkt ermittelt werden. Außerdem lässt sich die zur Erreichung eines gewünschten Schärfentiefe-Bereiches nötige Blende bestimmen.

## Schärfentiefe in der Computergrafik
Viele Verfahren der Computergrafik nutzen lineare Transformationen in Form von Matrixmultiplikation zur Erstellung von zweidimensionalen Ansichten dreidimensionaler Modelle. Durch diese mathematischen Konstrukte ergibt sich eine unendliche Schärfentiefe. Da fotografisch erzeugte Bilder immer eine endliche Schärfentiefe aufweisen, wurden verschiedene Methoden entwickelt, um diesen Effekt nachzuahmen.
In 3D-Computerspielen hat sich das direkte Rendering von Polygonen durchgesetzt. Dieses Verfahren besitzt Geschwindigkeitsvorteile gegenüber dem einem indirekten Rendering durch Raytracing. Es hat aber auch zugleich technische Einschränkungen. So lässt sich die Schärfentiefe nicht direkt berechnen, sondern muss in einem Postprocessing-Schritt mit Hilfe eines geeigneten Filters angenähert werden. Es handelt sich dabei um selektive Weichzeichner, die den Z-Buffer zur Kantenerkennung nutzen. Dadurch wird verhindert, dass beim Weichzeichnen des Bildes weiter vorn stehende Objekte in die Filterung des Hintergrunds mit einbezogen werden und umgekehrt. Probleme treten dabei insbesondere bei transparenten Objekten auf, da diese in separaten Postprocessing-Schritten behandelt werden müssen, was sich negativ auf die Geschwindigkeit des Bildaufbaus auswirkt.
Beim indirekten Rendering kann sowohl die zuvor beschriebene Methode als auch Multisampling verwendet werden, wobei zur Erzeugung eines Schärfentiefeeffekts sehr viele Samples nötig sind. Deshalb werden diese Verfahren vorzugsweise in Renderern eingesetzt, die unbiased sind. Diese entsprechen einem sehr nah an dem physikalischen Prinzip einer Kamera angelehnten Verfahren, wo einzelne Photonen/Rays und deren Farbwert auf einem Film akkumuliert werden, d. h., mit fortlaufender Berechnung und höherer Samplezahl wird das Bildrauschen immer weiter reduziert. Im Gegensatz zu ersterem Verfahren erzeugt es glaubhaftere und realistischere Ergebnisse (Bokeh etc.), ist jedoch erheblich langsamer.
Die Berechnung der nebenstehenden Bilder erfolgte mit Hilfe eines Unbiased Renderers. Zur Rauschunterdrückung waren 2500 Abtastwerte pro Pixel notwendig, was einer Verfolgung von etwa 11,6 Milliarden Strahlengängen entspricht.

## Schärfentiefe bei der fernoptischen Beobachtung
Bei visuell genutzten Optiken hängt der wahrgenommene Schärfentiefebereich auch von der Akkommodationsbreite des Beobachters ab. Unter der Annahme, dass das Auge auf den Entfernungsbereich zwischen einem Nahpunkt von {\displaystyle x} Meter und Unendlich akkommodieren kann, erhalten wir eine Akkommodationsbreite von {\displaystyle \delta _{acc}=1/x} dpt. Wird nun ein fernoptisches Instrument mit einer Vergrößerung {\displaystyle m} auf die Entfernung {\displaystyle E_{fok}} fokussiert, so dass das virtuelle Bild eines Objekts dieser Entfernung im Unendlichen liegt, dann erhält man einen Schärfentiefebereich (in Meter) von 
{\displaystyle {\frac {m^{2}}{\delta _{acc}+{\frac {m^{2}}{E_{fok}}}+{\frac {0.001}{d'}}}}<E<{\frac {m^{2}}{{\frac {m^{2}}{E_{fok}}}-{\frac {0.001}{d'}}}}.}
Hier steht {\displaystyle d'} für den Durchmesser der effektiven Austrittspupille, d. h. der kleinere der beiden Werte: Durchmesser der Austrittspupille und Durchmesser der Augenpupille. Der Beitrag {\displaystyle 0.001/d'} zur Schärfentiefe stammt von dem bei der visuellen Beobachtung als tolerabel angenommenen Zerstreuungskreis. Die hyperfokale Entfernung ergibt sich aus der Fokussierweite, bei der der rechte Term in obiger Gleichung divergiert, d. h.
{\displaystyle E_{fok}({\rm {Hyperfokal)=1000\cdot m^{2}\cdot d'.}}}
Als Anwendungsbeispiel nehmen wir einen jungen Beobachter mit einer Akkommodationsbreite von 10 dpt, der sein 8x42 Fernglas am Tage (effektive Austrittspupille = 0.003 m) auf die hyperfokale  Distanz von 192 m fokussiert. Der von diesem Beobachter wahrgenommene Schärfentiefebereich erstreckt sich dann zwischen 6,17 m und Unendlich.